# Figuras funerarias de la dinastía Tang

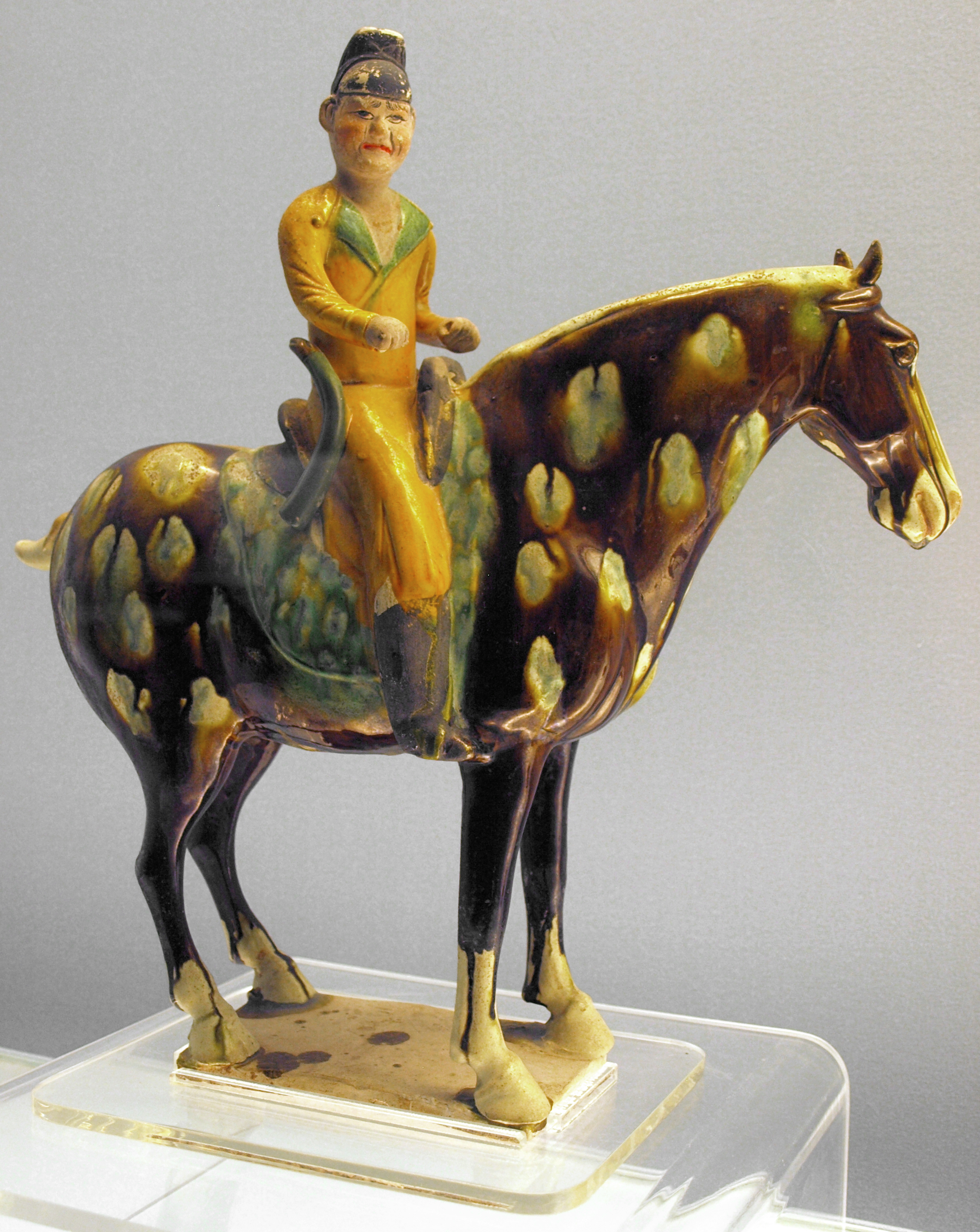
Figura de hombre con caballo de la dinastía Tang, realizada con la cerámica vidriada sancai en tres colores.

Las Figuras funerarias de la dinastía Tang son esculturas de cerámica de personas y animales hechos en la dinastía Tang de China (618-906) como objetos de funerarios para ser colocados en tumbas. Se creía que las figuras representadas estarían disponibles para el servicio del difunto en el más allá. Las figuras están hechas de loza moldeada con color generalmente agregado, aunque a menudo no sobre toda la figura, sino en lugares naturalistas. Cuando la coloración era de pintura a menudo no ha sobrevivido, pero en muchos casos fue en esmalte cerámico sancai (tres colores), que generalmente se ha conservado bien.
Las figuras, llamadas mingqui en chino, en su mayoría de sirvientes, soldados —en tumbas masculinas— y asistentes, como bailarines y músicos, y muchas sin duda representaban cortesanas. En entierros de personas de alto rango puede haber además de soldados, oficiales también. Los animales a menudo caballos, pero hay un sorprendente número de camellos bactrianos y sus conductores de Asia Central, que se distinguen por las barbas y e pelo grueso, y sus rasgos faciales. Las representaciones son realistas en un grado sin precedentes en el arte de China, y las figuras dan a los arqueólogos mucha información útil sobre la vida bajo la época Tang. También hay figuras del monstruo imaginario «espíritus de la tierra» y el temible Lokapala humano (o tian wang ), ambos generalmente en parejas y que actúan como guardianes de tumbas para repeler ataques de espíritus y humanos. También se encuentran conjuntos de las doce bestias imaginarias del zodíaco chino , generalmente sin esmaltar.
Las figuras representan un desarrollo de las tradiciones anteriores de las figuras funerarias chinas, y en Tang las figuras esmaltadas elaboradas se restringen al norte de China, en gran parte en las áreas alrededor de las capitales. «Virtualmente desaparecieron» en el 755 cuando comenzó la muy perturbadora Rebelión de An Lushan, que probablemente afectó a los hornos de Henán y Hebei haciendo las piezas para su clientela de élite. Una tradición muy disminuida continuó en las dinastías posteriores hasta la dinastía Ming. El uso de la cerámica vidriada en las figuras de Sancai se restringió para las clases altas, y la producción estaba controlada por la burocracia imperial, pero un solo entierro de un miembro de la familia imperial podía contener cientos de figuras.

## Contexto y significado
Mil años antes de las figuras Tang, la Tumba del marqués Yi de Zeng —murió alrededor del 433 a. C.— contenía los cuerpos de 22 músicos, así como los instrumentos que tocaron. Se conocen vestigios de figuras de madera con textiles de fechas similares, y el Ejército de Terracota del Primer Emperador es famoso; su funeral también incluyó el asesinato y el entierro de muchos sirvientes y animales, incluidas todas sus concubinas sin hijos. Las tumbas de la dinastía Han excavadas que conocemos contenían figuras de bronce o cerámica de caballos, y a menudo grupos de soldados, muy por debajo del tamaño real, en las tumbas de los comandantes. Más abajo en la escala social, los modelos de cerámica de casas y animales eran muy comunes, y continuaron en la época Tang. En el momento de la efímera pero efectiva dinastía Sui (581-618), el patrón de las figuras de la tumba Tang se estableció esencialmente, aunque la policromía de los colores sancai no apareció hasta la dinastía Tang.

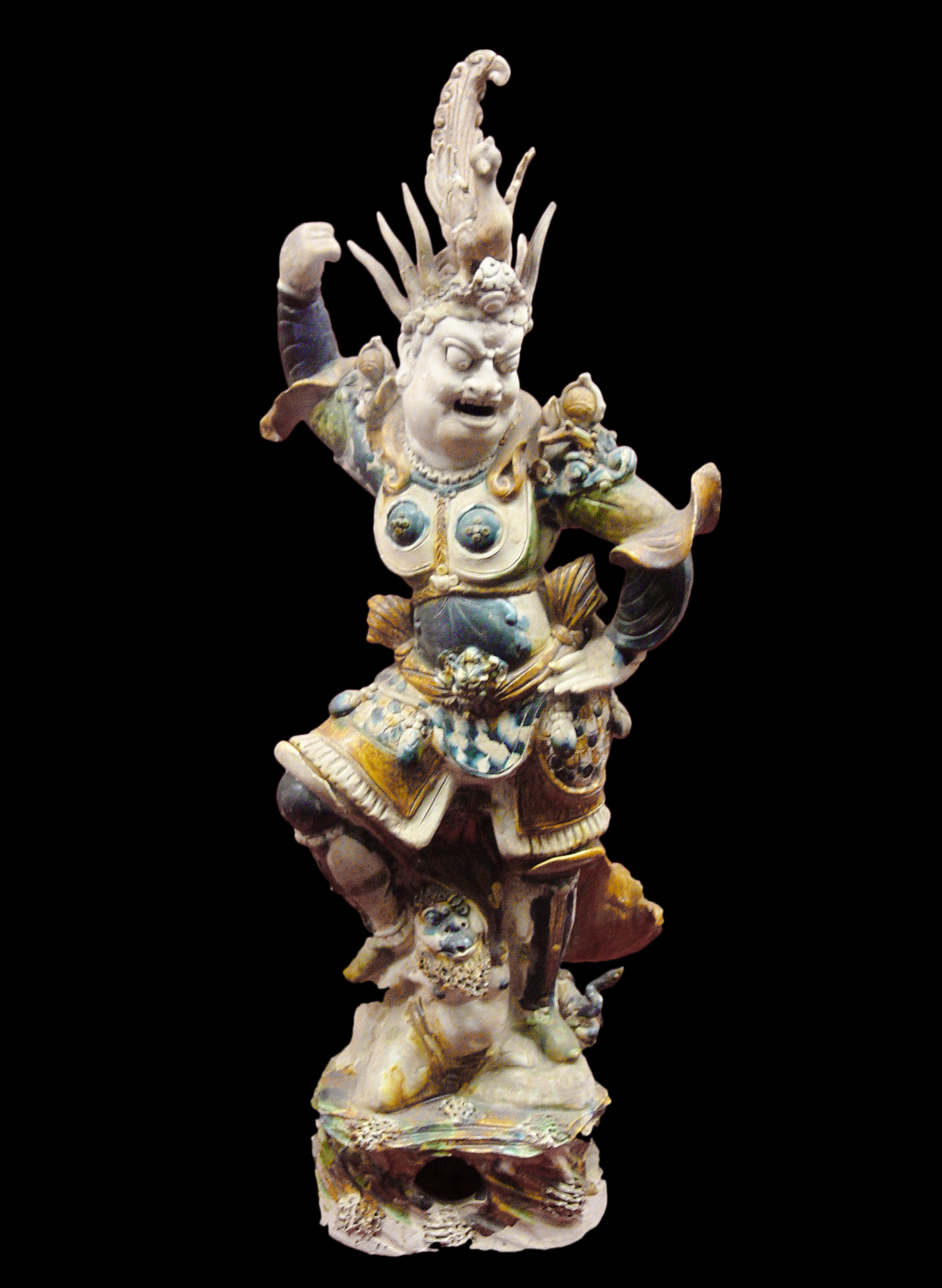
Lokapala figura funeraria guardiana-

El tamaño y el número de las figuras en una tumba dependía del rango del difunto, al igual que el número que se vidriaba. Los criados y los animales de granja a menudo eran vidriados, pintados o pintados de blanco o marrón en el caso de los animales. Las figuras se hicieron desfilar en carros como parte de la procesión fúnebre. Luego fueron alineadas afuera de la tumba antes de que el ataúd fuera llevado adentro. Una vez todo estuvo en su lugar, se llevaron dentro de la tumba y se colocaron, a menudo a lo largo del camino de acceso inclinado a la cámara funeraria subterránea, o en una antecámara a la misma. En grandes tumbas había nichos integrados en las paredes de las tumbas para que los ocuparan las esculturas.
Hasta hace pocos años, la mayoría de las piezas provenían de excavaciones que no habían sido realizadas por arqueólogos y faltaba conocimiento del contexto de las piezas. La importante tumba de la Princesa Tang Li Xianhui (o Yongtai) del 705 fue descubierta en 1960 en el complejo imperial Mausoleo de Qianling, y excavada profesionalmente a partir de 1964, la primera de una serie de excavaciones de grandes tumbas, aunque otras han sido dejadas deliberadamente sin ser perturbadas. Había sido robada en el pasado, probablemente poco después del entierro, y se habían llevado objetos con materiales preciosos, pero los ladrones no se habían molestado con las 777 piezas sin esmaltar ni pintar y alrededor de 60 figuras vidriadas —actualmente en el Museo de Historia de Shaanxi —. Se encontraban en su mayoría en «rangos sólidos» en nichos escalonados de la larga y pendiente entrada.

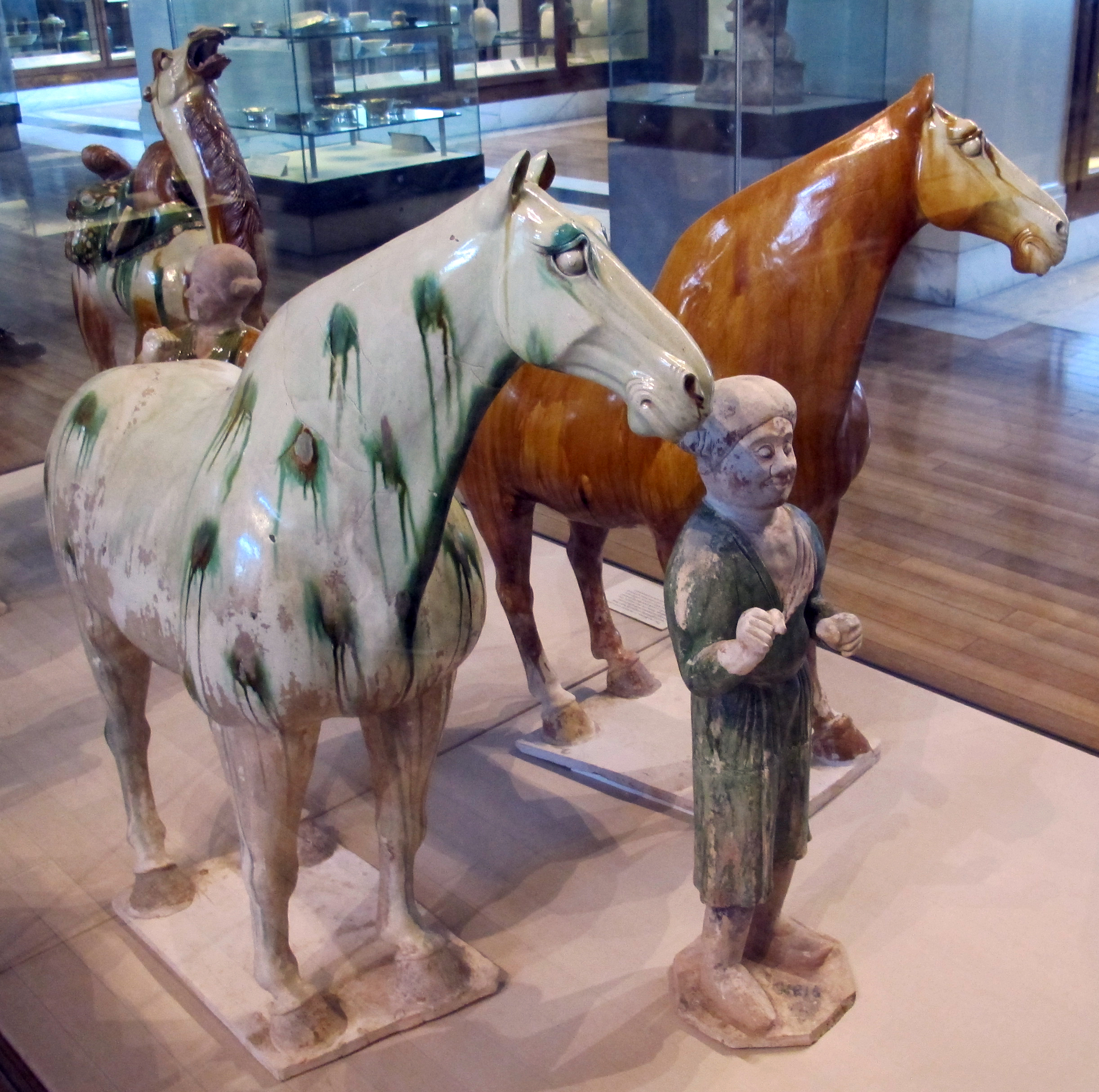
Dos caballos y un mozo esmaltados sancai- c. 728, tumba de Liu Tingxun de la dinastía Tang.

Las grandes tumbas se concibieron como "un paraíso personalizado que reflejaba los mejores aspectos del mundo terrenal», se acercaban a un camino espiritual con estatuas de piedra y fueron atendidas por sacerdotes en templos y altares alrededor del montículo. Bajo tierra, también habían extensos frescos con representaciones pintadas de los mismos tipos de figuras que la cerámica, y las imágenes en los dos medios actuaban juntas para recrear una geografía del palacio que evoca la residencia y el estilo de vida del difunto antes de la muerte. La rampa de entrada recreó el acceso a un gran palacio, las secciones con frescos y nichos de figuras que reflejaban los diversos recintos y patios de los extensos complejos palaciegos de la realeza Tang. Había nichos con caballos y novios más cerca de la entrada que aquellos con músicos y damas de la corte; los nichos estaban flanqueados típicamente por frescos de asistentes a cargo de esa área. Todo era imaginado tanto desde la cámara de la tumba hacia afuera como desde la entrada de la tumba hacia adentro; a pesar de los conceptos chinos del infierno y el paraíso. De hecho, dentro de los complejos de tumbas como el complejo del Mausoleo de Qianling, las visitas del difunto a las tumbas vecinas de la familia imperial, acompañadas de grandes procesiones, estaban previstas, y los caballos de alfarería ensillados esperaban al séquito, a las visitas o el ir de caza.

## Técnica

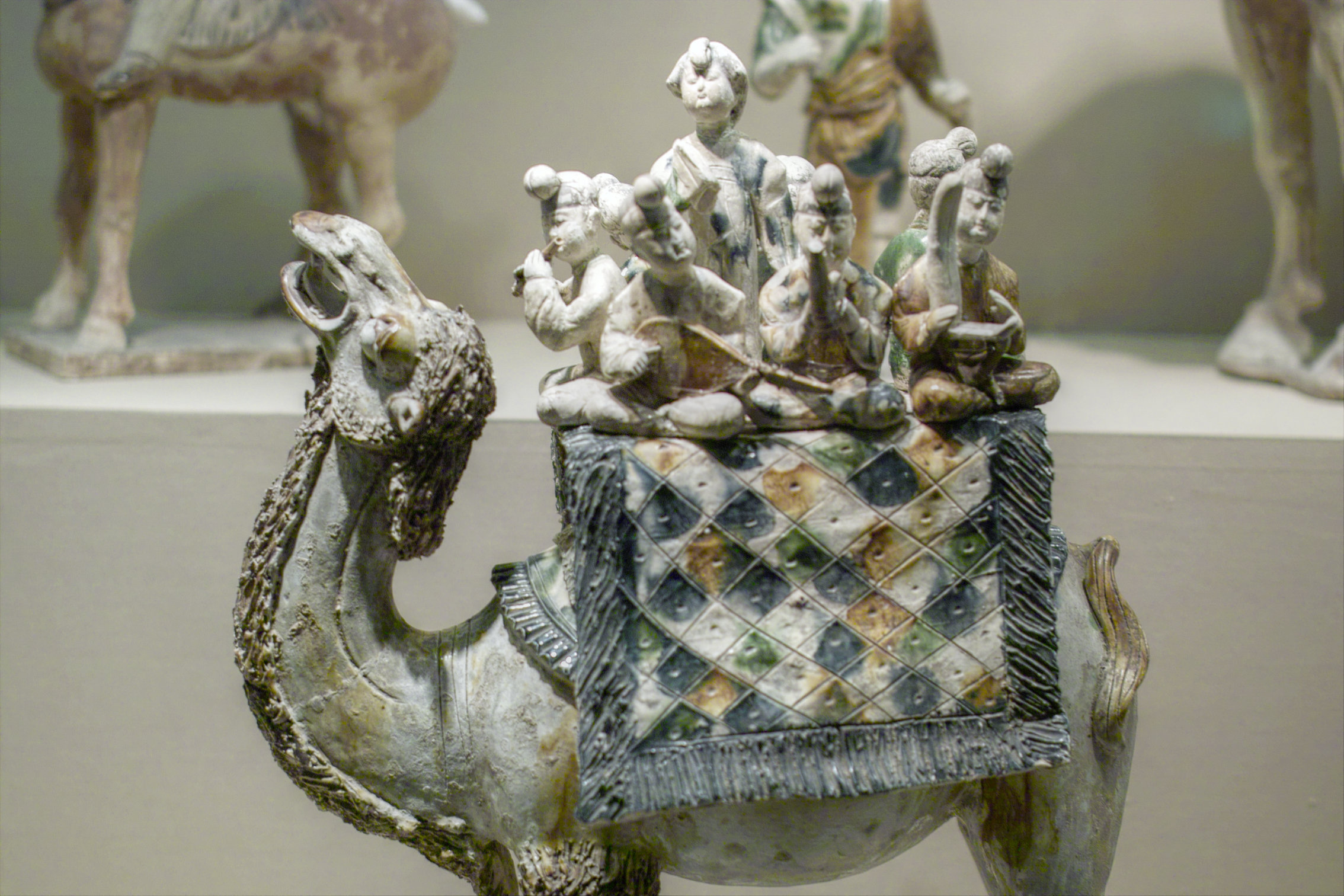
Banda de músico sobre un camello.

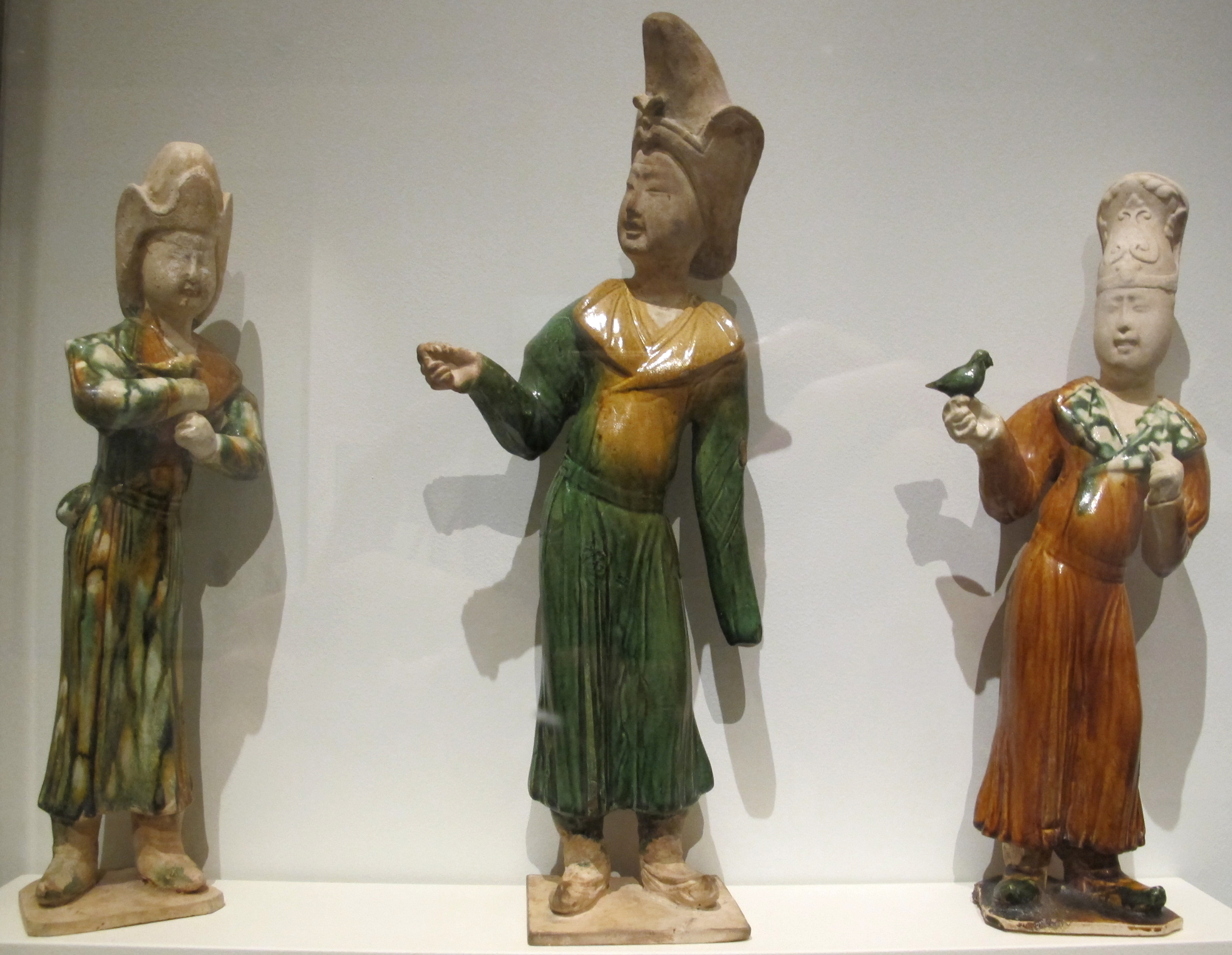
Tres cetreros sancai.

El tamaño es variable, de 10 a 110 centímetros de alto para una figura humana de pie, y de 55 a 120 o más para los tipos más grandes, los animales y los guardianes. Diferentes escalas de figuras generalmente se mezclaron dentro de las tumbas, dependiendo del estado de las personas o animales representados. Hay alguna indicación de que las figuras vidriadas y no vidriadas pueden haberse hecho en diferentes hornos. Las piezas son de loza cocidas en fuego bajo, ya que no se requiere fuerza y durabilidad. El cuerpo de arcilla presenta un color blanquecino, a excepción de un grupo más pequeño de piezas rojizas menos finas, normalmente cubiertas con un velo blanco.
Las obras están moldeadas, generalmente de varias piezas, con la cabeza siempre hecha por separado, y los animales más grandes en la mayor parte. Las diversas piezas se ataron juntas antes de cocer, con la oportunidad de variar las figuras idénticas uniendo las cabezas en ángulos ligeramente diferentes. La arcilla a menudo se trabajaba a mano, cementando pequeños detalles y texturas adicionales, y algunas veces trabajando en la superficie con herramientas. En figuras anteriores, a menudo se puede ver una línea conjunta que corre por el costado del cuerpo. Los dos tipos de figuras de guardián, por una razón desconocida, las cabezas de los caballos se enfrentan directamente o giran hacia la izquierda; casi nunca giran hacia la derecha.
Cuando se completó el trabajo de arcilla, se aplicó un cubrimiento blanco por todas partes, luego se añadió cualquier esmalte a la figura antes de cocerlas. Las figuras más pequeñas podían contener un esmalte transparente o ligeramente amarillo, y en las más grandes el esmalte a menudo se guardaba para la cara y las manos, que fueron pintadas después de pasar por el horno. Las de las épocas de Sui y las primeras figuras de Tang, antes de que se usara el sancai, normalmente tienen el esmalte transparente. La aplicación de los esmaltes de colores puede ser muy variable; en muchas piezas, los colores se aplican con cuidado a diferentes partes de las figuras, pero en otros «se han esparcido sin tener en cuenta el diseño o el contorno». Se agregó un azul cobalto a la paleta de colores del sancai  durante el periodo, y al menos un caballo es en parte de color azul. Algunas figuras tenían elementos en madera, como armas, bastones de polo o cuerdas para caballos y camellos, que no han sobrevivido.

## Estilo
El mejor período para las figuras duró alrededor de unos 50 años, hasta la Rebelión de An Lushan del 755, un período de innovación, realismo sin precedentes y un interés en mostrar tipos psicológicos en varios medios para el arte chino. Las figuras comparten con la escultura monumental budista de las convenciones del período, derivadas del oeste, que muestran «detalles apropiados de los músculos que aún se alejan de la realidad en muchos puntos». Las figuras de caballo reflejan el mismo ideal que se ve en las pinturas contemporáneas, y es no se sabe en qué medio surgió primero el modelo.
Con excepción de las figuras del zodiaco, que también fueron las únicas que aumentaron en popularidad después de la dinastía Tang, las piezas están «más relacionadas que, con los aspectos mágicos de las creencias rurales, a un patrón de comportamiento con las actitudes metropolitanas y budistas gobernado por supersticiones o creencias chamanísticas de las comunidades agrícolas locales», lo que en parte explica su fracaso para regresar después de los 750, junto con una preferencia por nuevos tipos de bienes funerarios.

## Tipos de figuras
El grupo de trece figuras de la tumba de la dinastía Tang de Liu Tingxun, un general que murió en el 728, representa un buen grupo de las figuras principales usuales, todas en sancai. Hay cuatro guardianes de tumbas y pares de funcionarios —todos en una escala similar—, caballos y camellos, atendidos por tres novios, este grupo en una escala considerablemente más pequeña.

### Mujeres
Las primeras figuras, del siglo VII, son «bastante simples y menos ejecutadas que las posteriores». Las mujeres son altas y delgadas, mientras que a mediados del siglo VIII una figura más regordeta se había convertido en la norma, con caras que son «gordas, pesadas y vacuas». Se ha sugerido que este cambio en el gusto fue provocado por la famosa concubina imperial Yang Guifei, quien tenía una figura potente, aunque parece  comenzar alrededor del año 725, cuando ella era una niña.
Puede haber grupos de mujeres como bailarinas o pequeñas orquestas de músicos sentados, y algunos grupos sentadas parecen embellecerse. Más raramente, hay representadas mujeres jinetes y jugadoras de polo, que usan vestimenta masculina, lo cual era usual para las mujeres de la dinastía Tang cuando montaban, y aparentemente una moda en la capital en otras ocasiones. El período fue uno de libertad inusual para las mujeres adineradas en China, y las figuras reflejan esto.

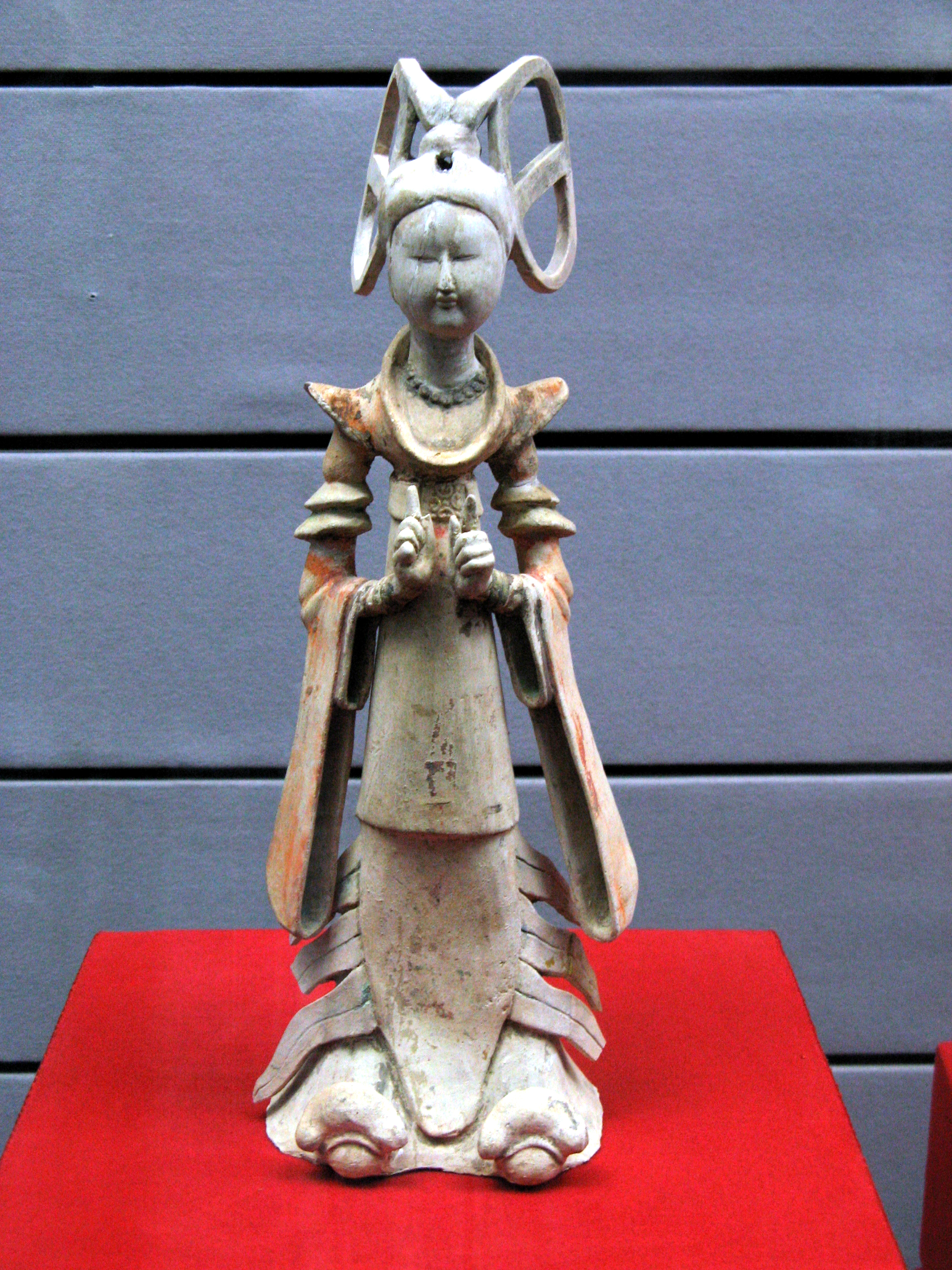
Asistenta femenina elegantemente vestida
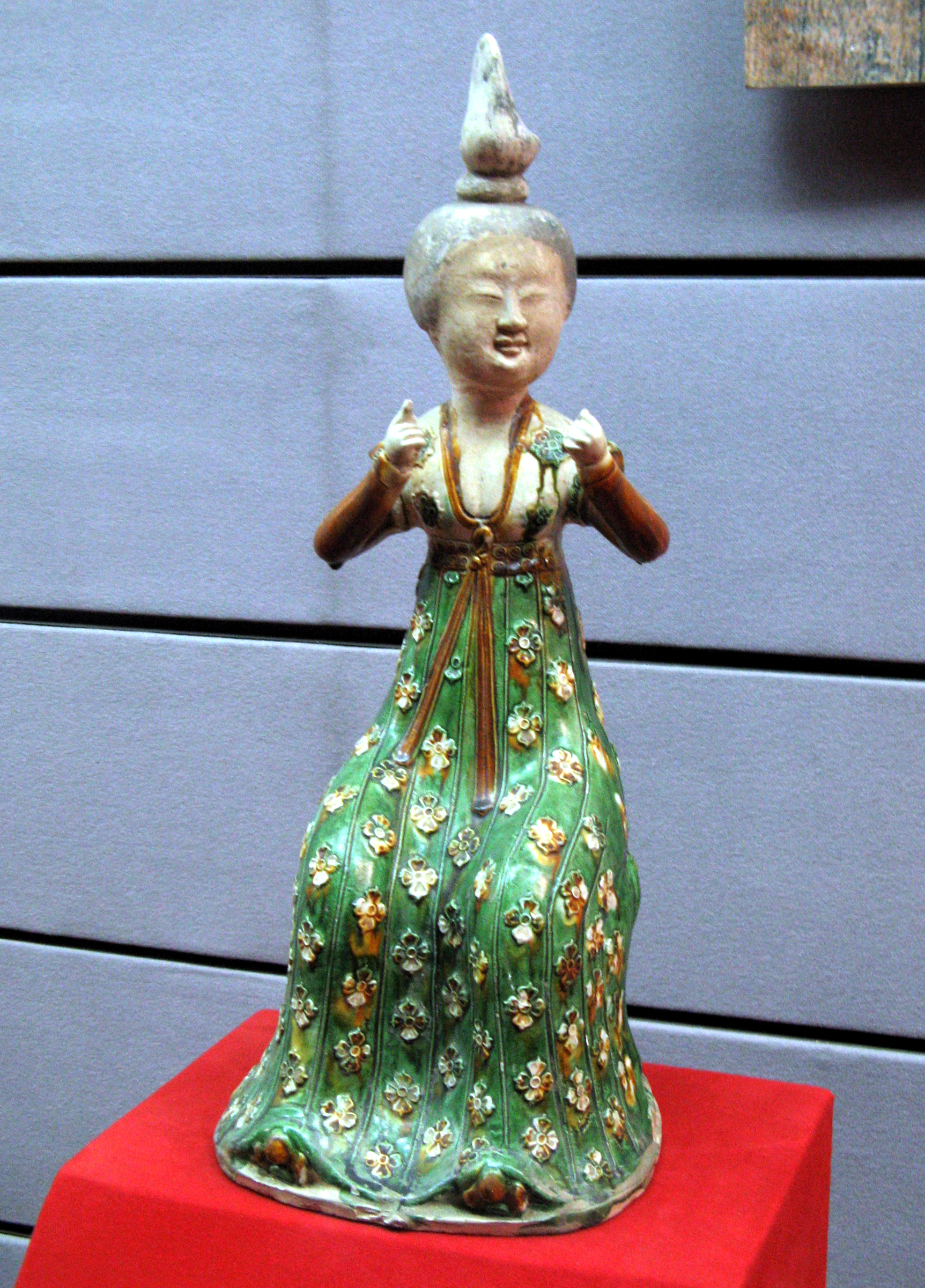
Dama de la corte con vestido elaborado con decoraciones
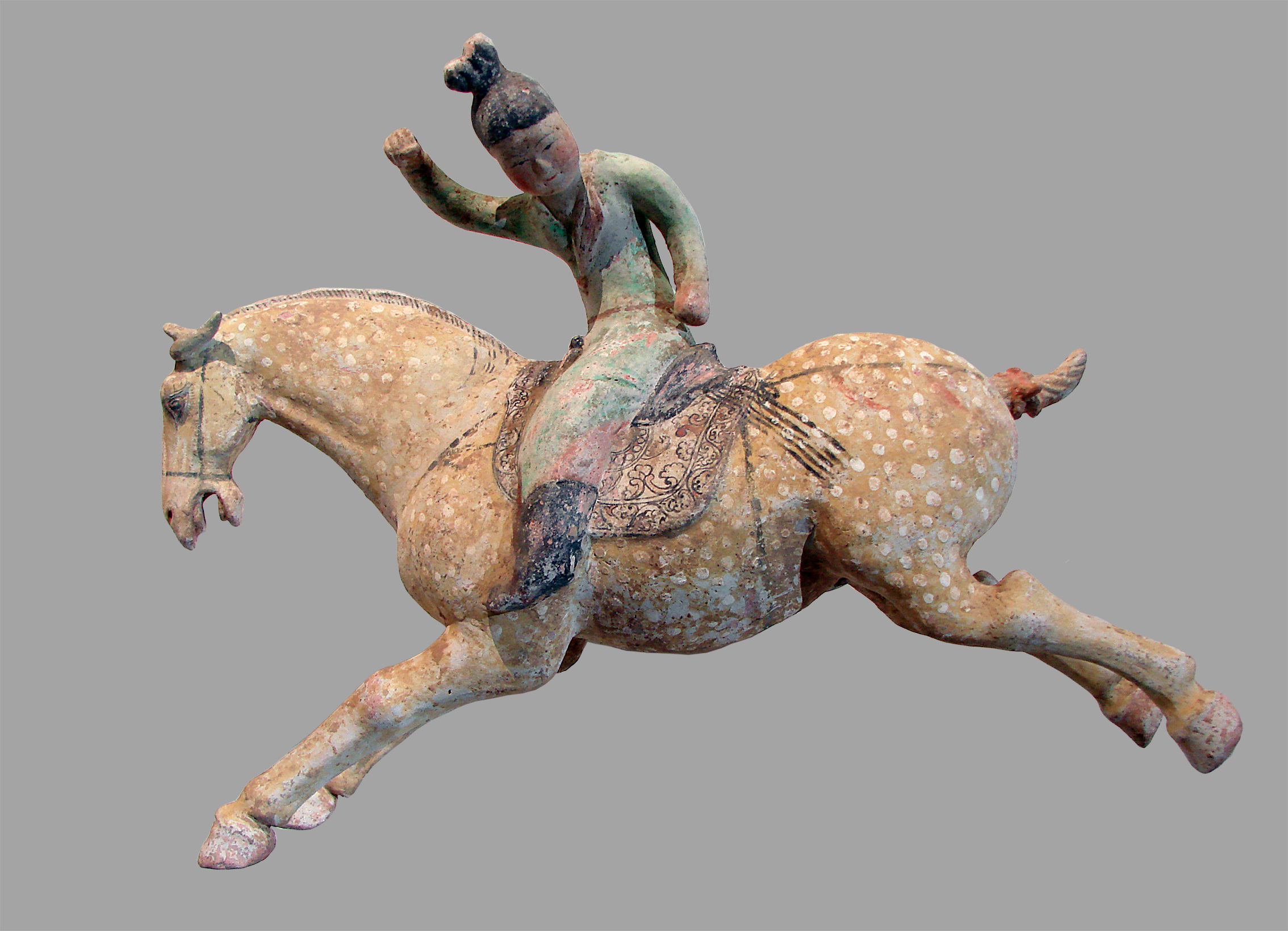
Jugadora de polo
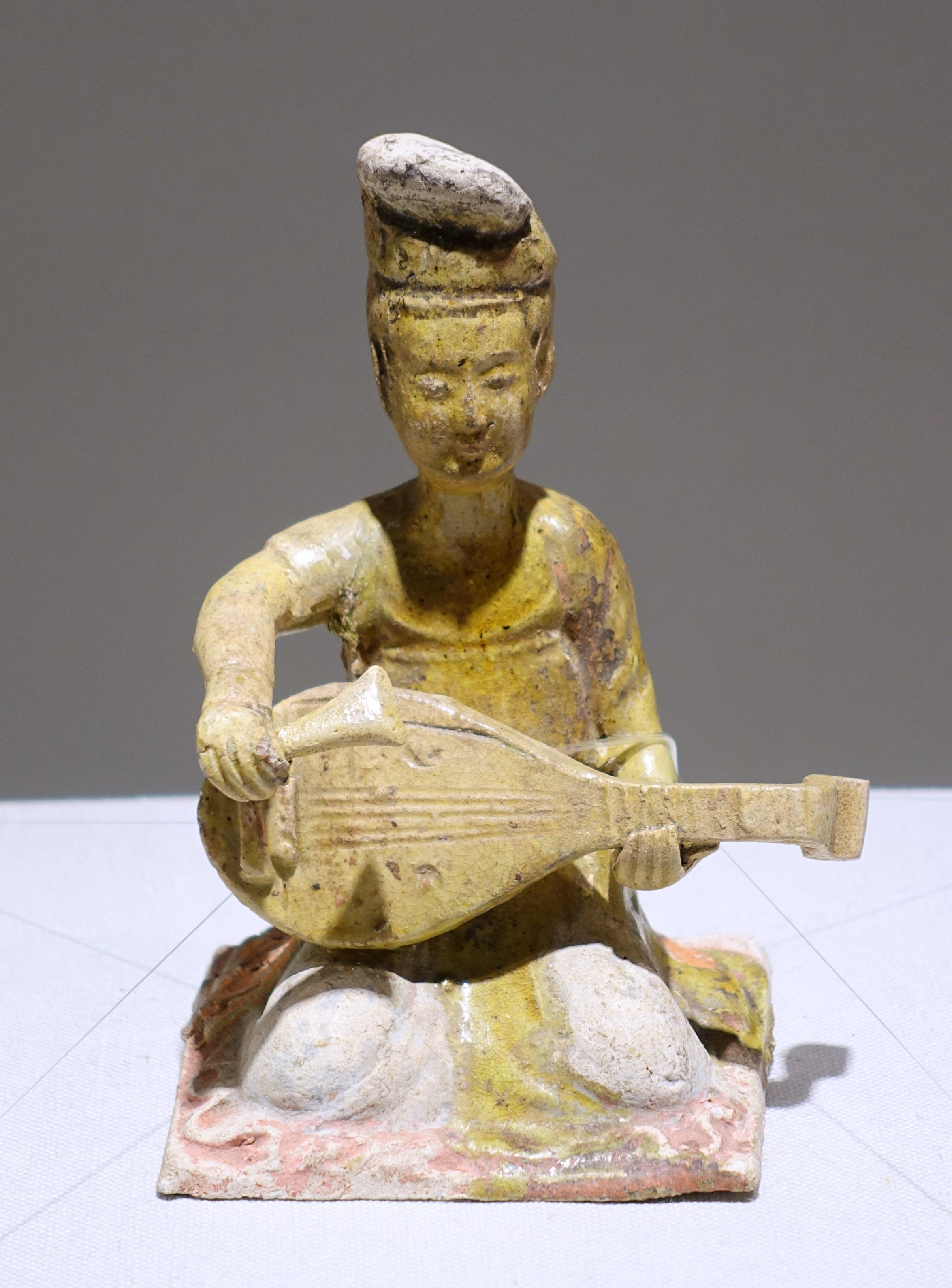
Una figura del grupo de músicos femeninas sentadas
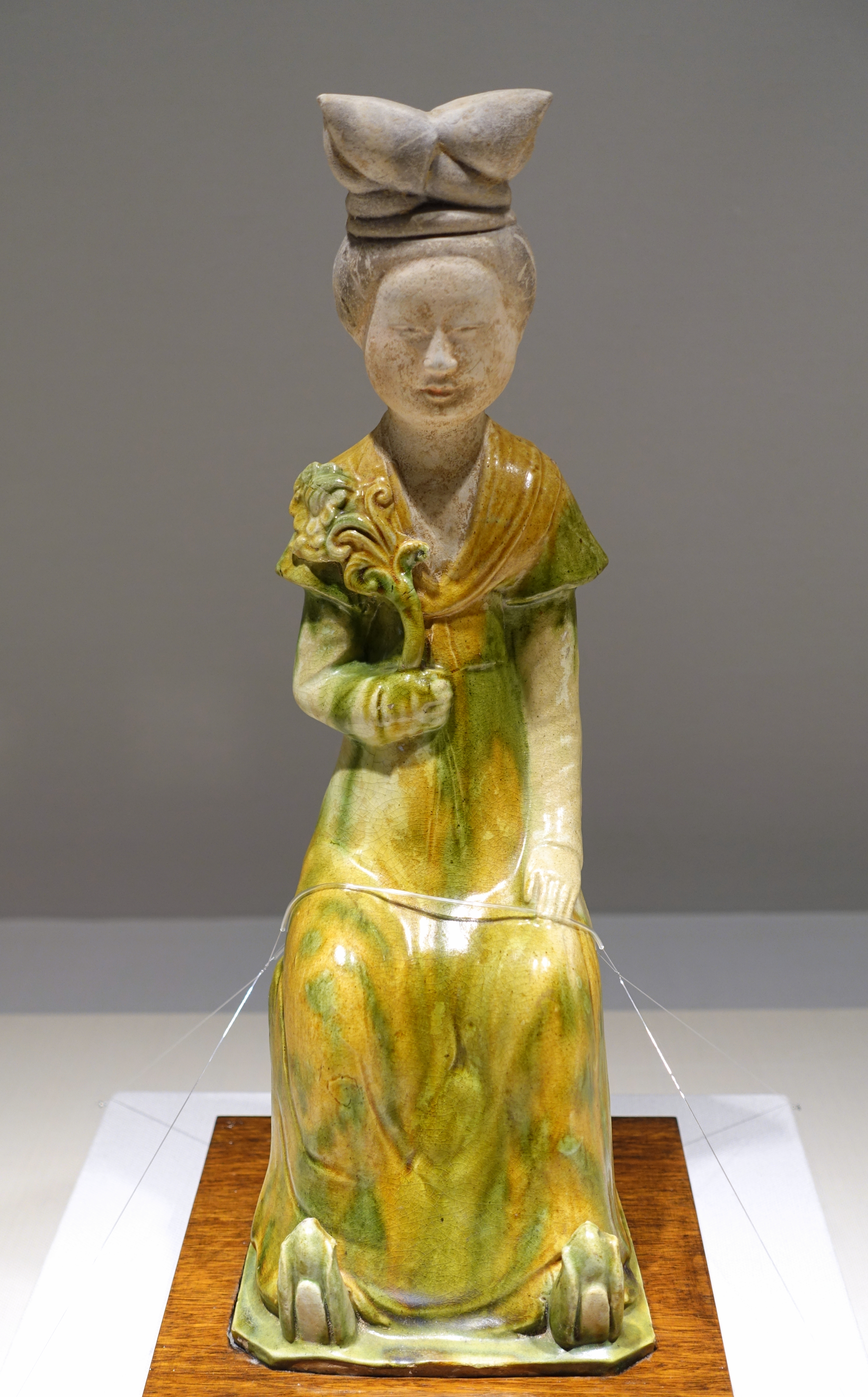
Señora de la corte del siglo VIII
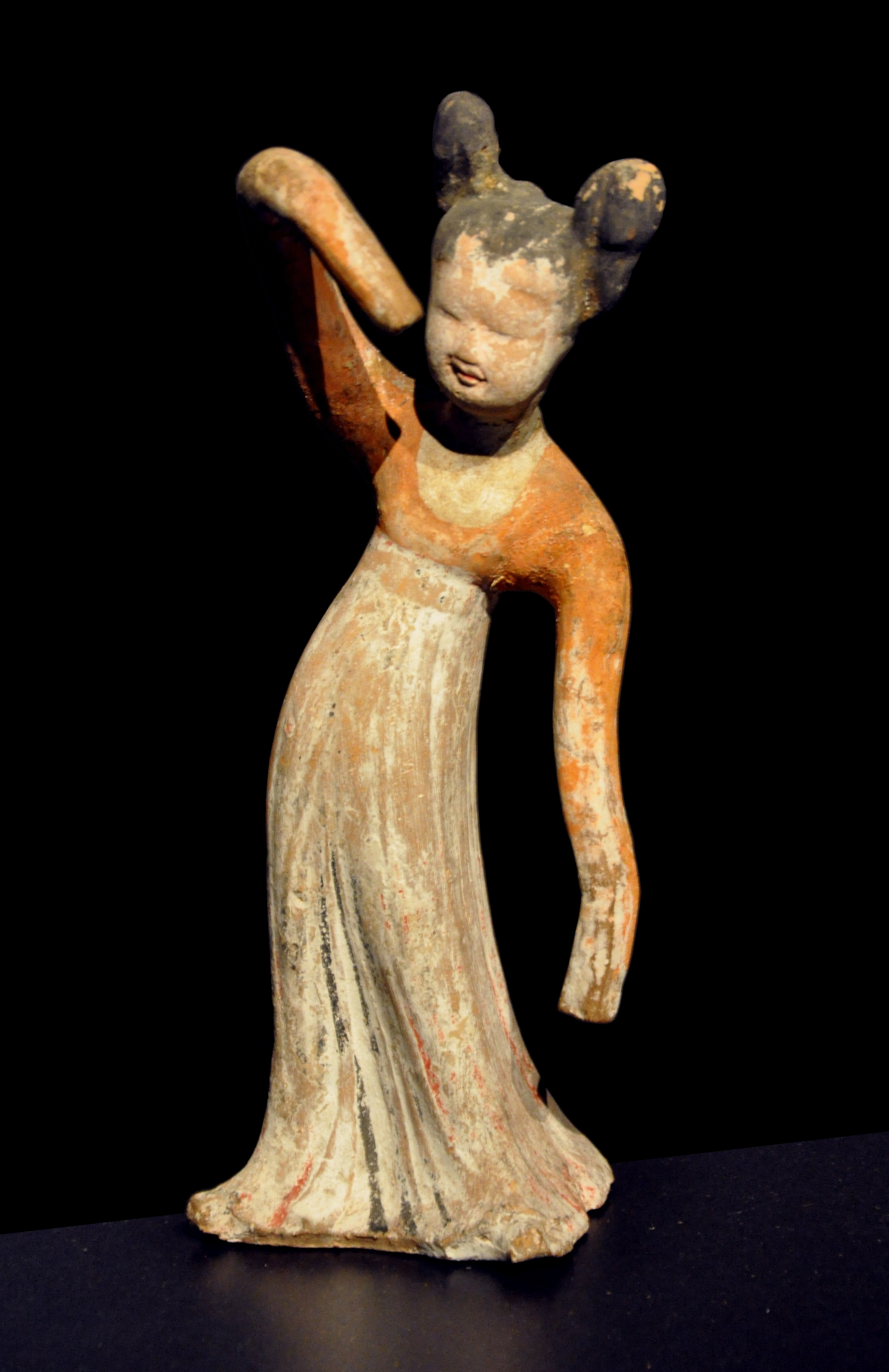
Bailarina sin cocer la pintura, una de las pocas que sobreviven.

### Hombres
La sociedad Tang, al menos en Chang'an, la capital, era muy cosmopolita y atrajo gran parte de su prosperidad desde la Ruta de la Seda. Los extranjeros de más al oeste parecen haber sido comunes como sirvientes, en particular como mozos de caballos y conductores de los camellos, que fueron la principal forma de transporte en la Ruta de la Seda. Al arte Tang le gustaba representar figuras extranjeras, generalmente hombres, con características estándar para sus rostros y vestimenta; se pueden distinguir los tipos persas y sogdianos, ambos con grandes barbas tupidas y expresiones a menudo feroces y vigorosas. Tales figuras a veces contienen elementos claros de caricatura.
A las figuras masculinas a menudo se les daban posturas más variadas y activas, y se trabajaban con más detalle que las de las mujeres, pero son más difíciles de datar ya que los cambios en el vestuario femenino no se correspondían con la moda masculina. Además de muchos tipos de sirvientes, hay oficiales militares con armadura, otro tipo de oficiales y algunas veces embajadores extranjeros. La labor de los funcionarios era presentar el caso del difunto al juez de la vida futura.

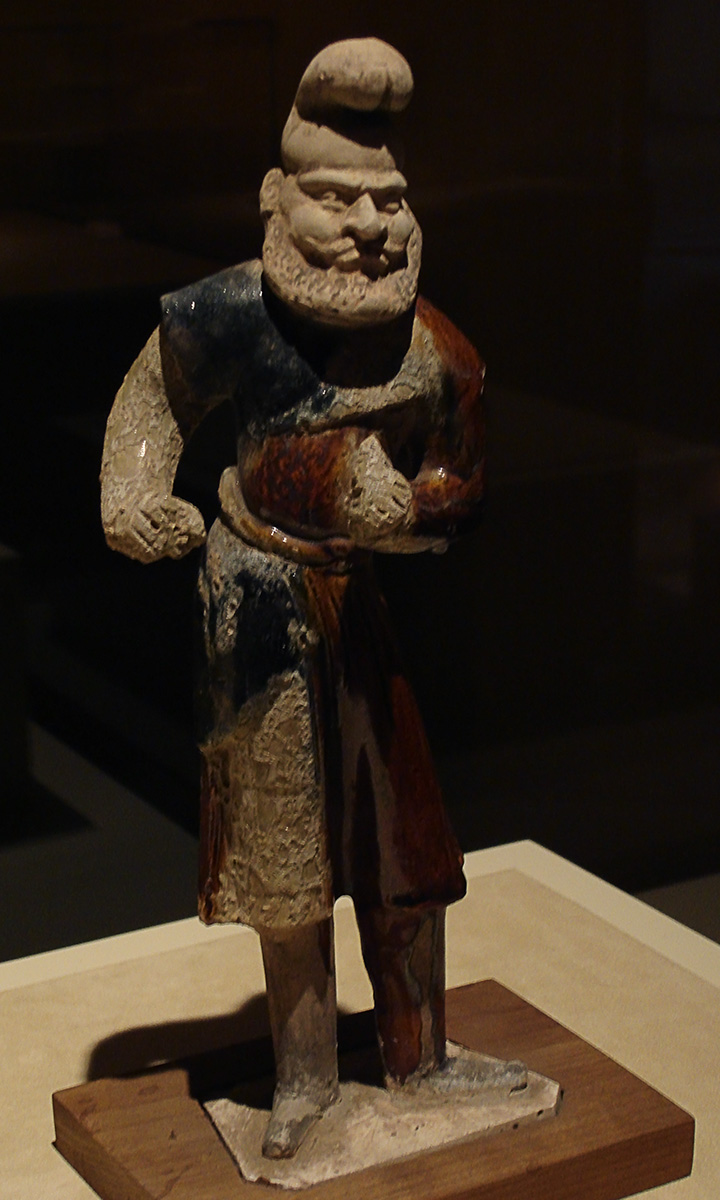
Figura de sancai de un extranjero con un gorro persa
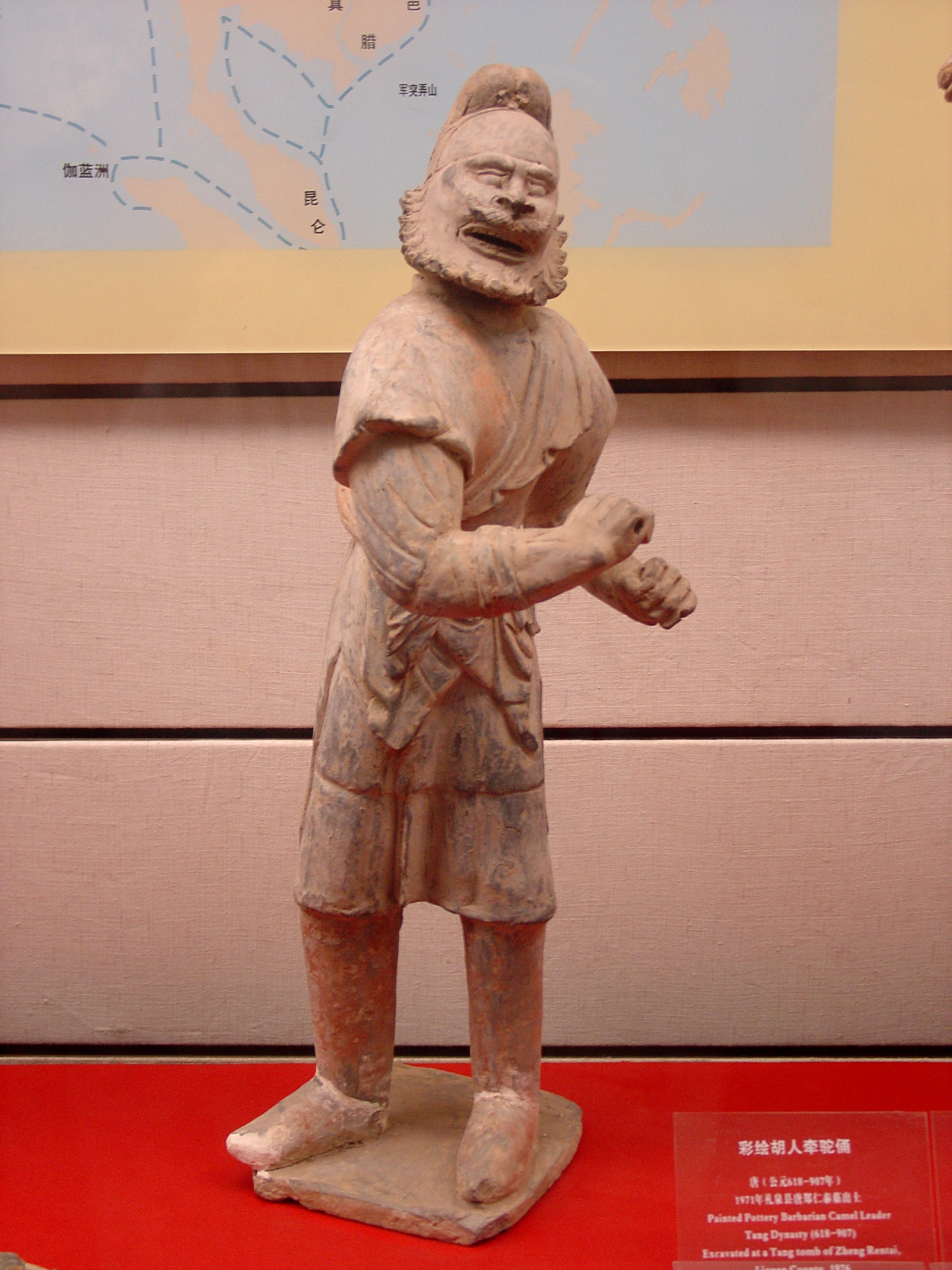
Líder de camellos bárbaro
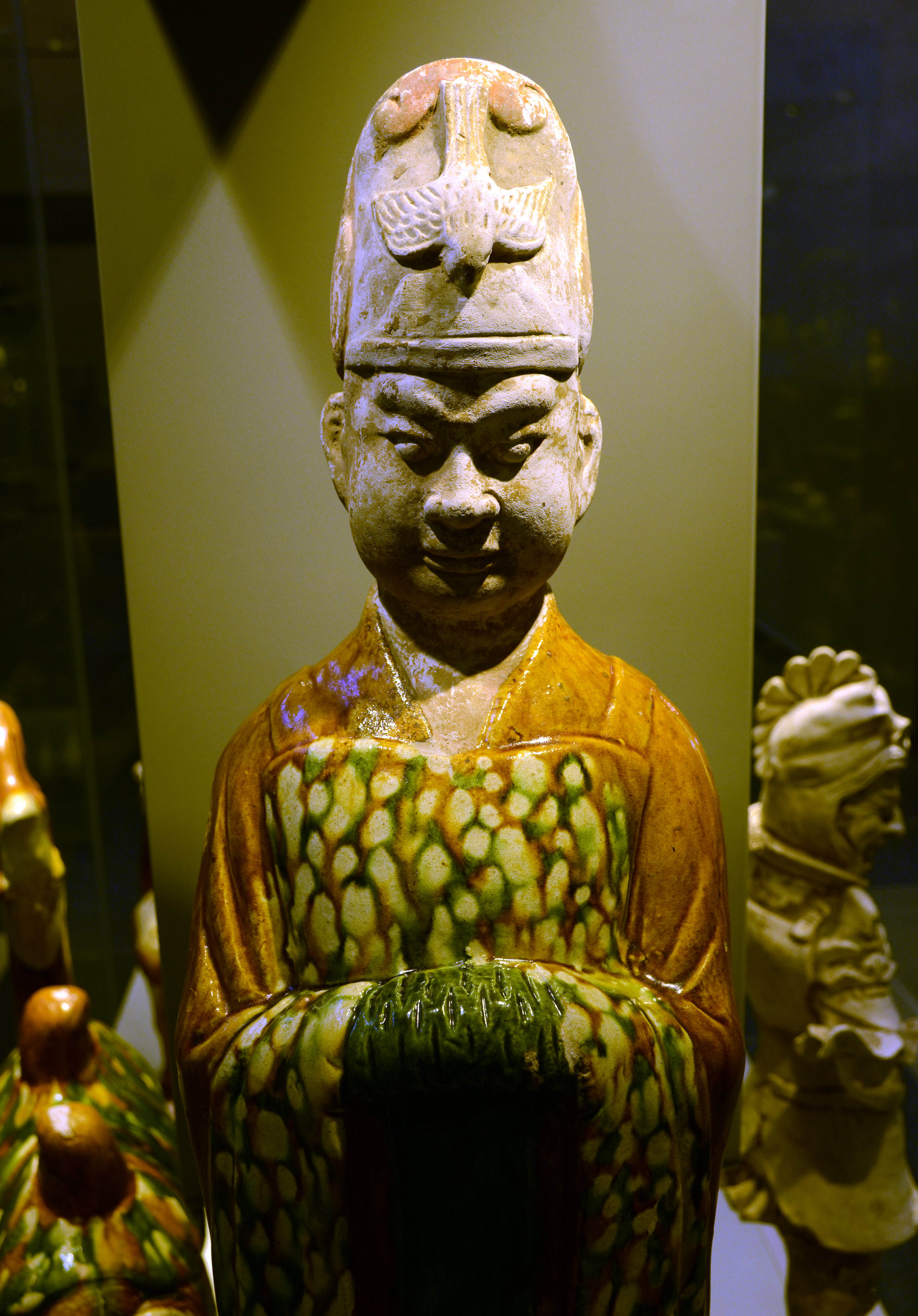
Dignatario civil chino
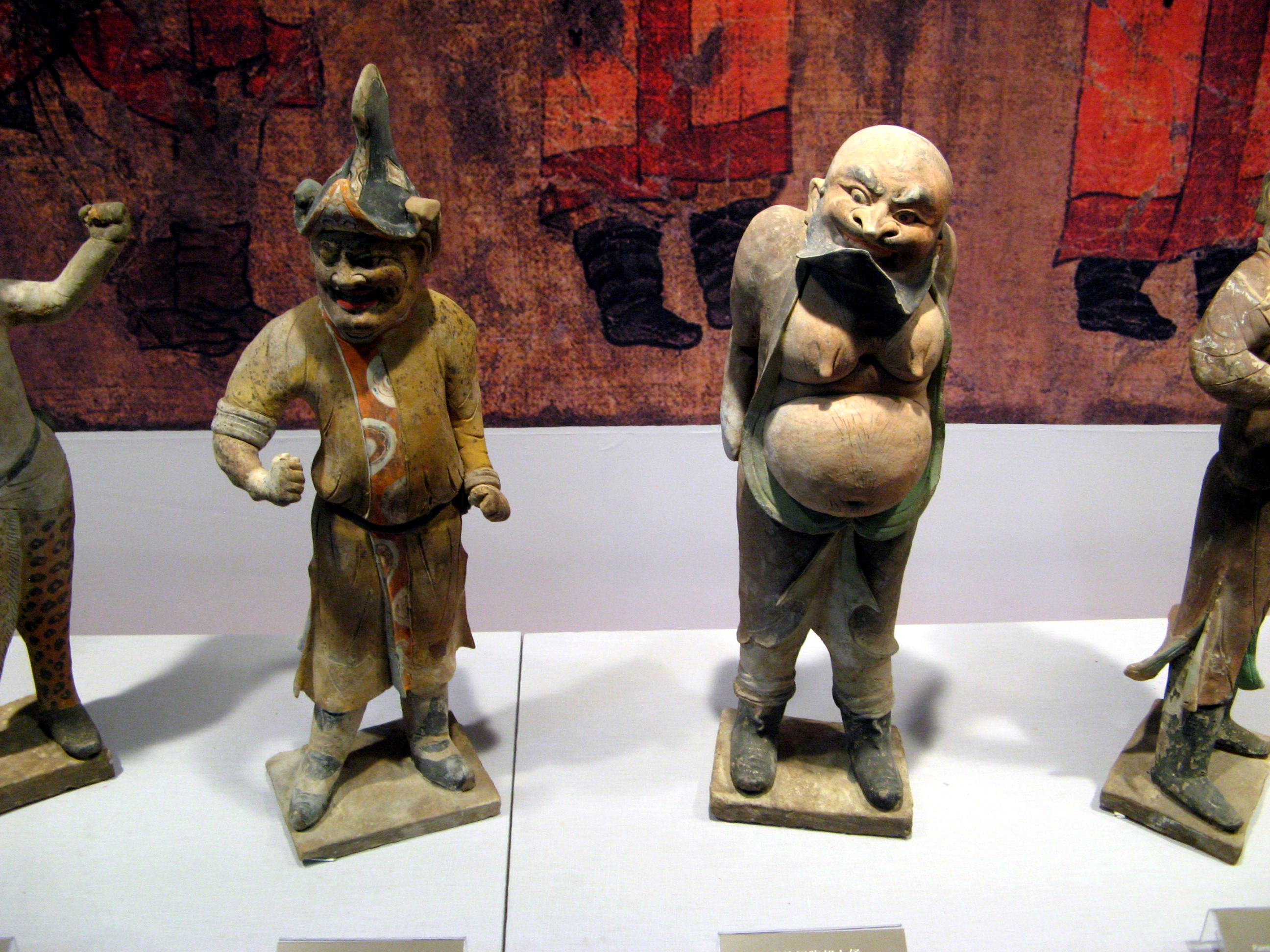
Modelos de extranjeros
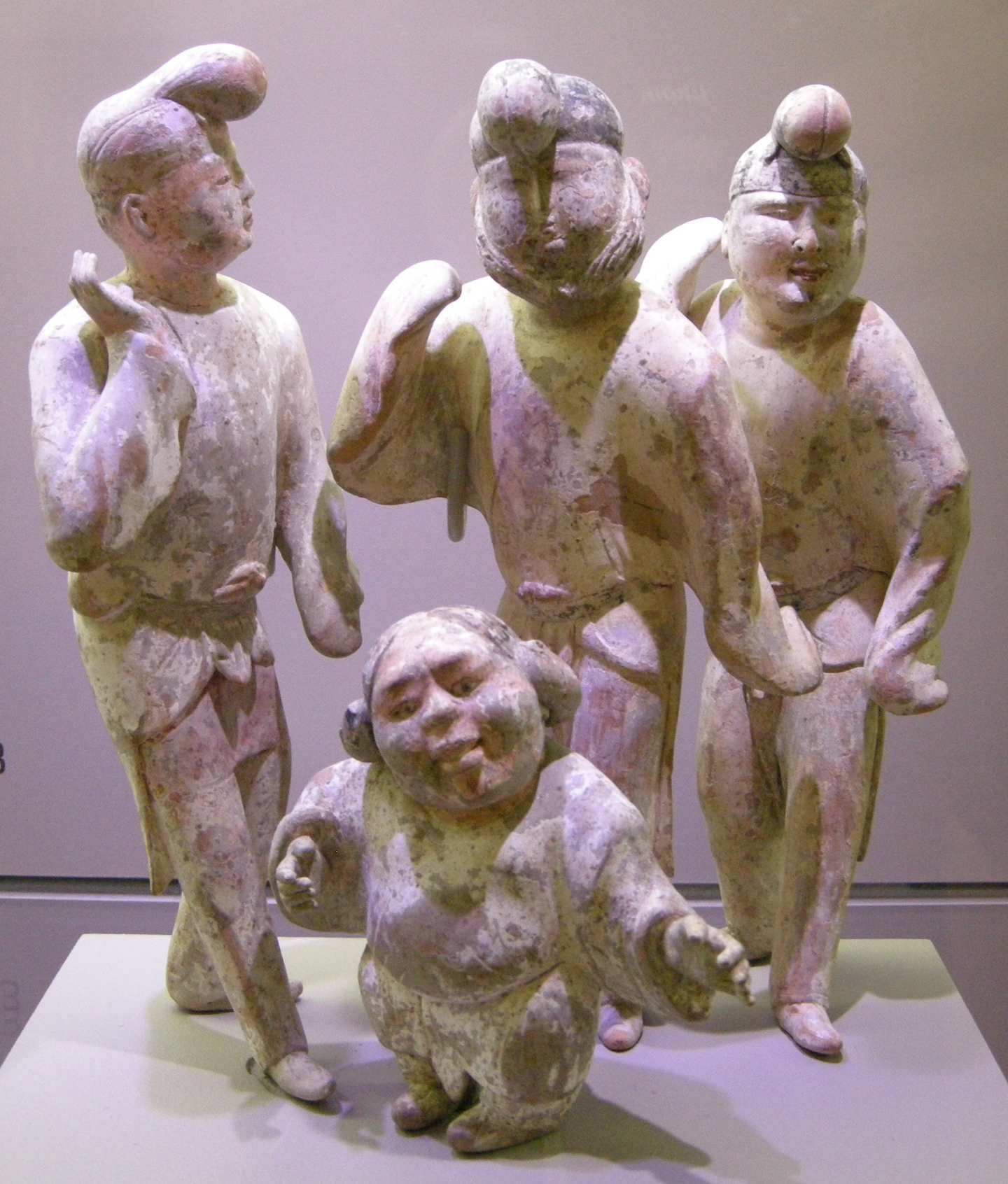
Grupo de actores
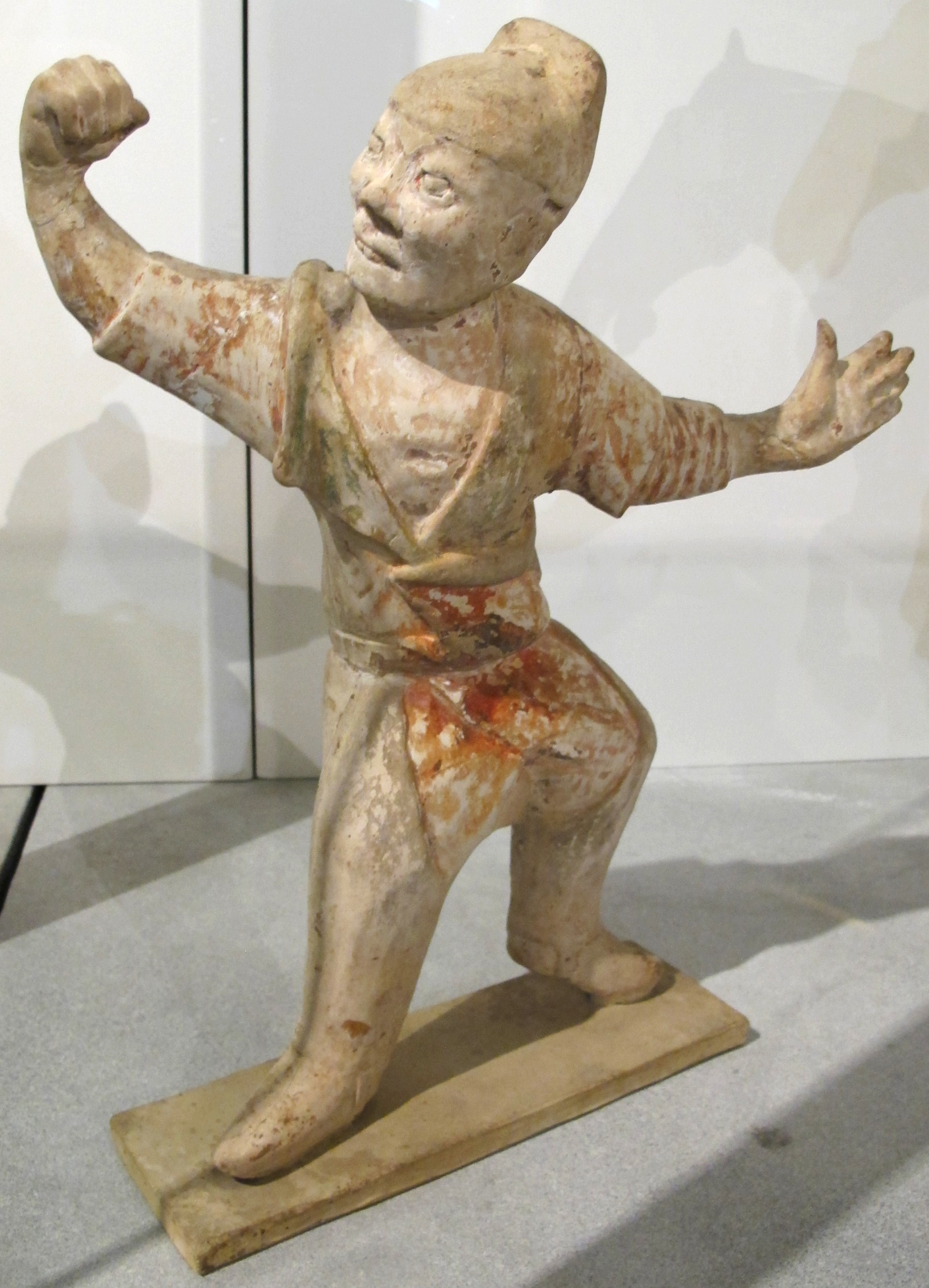
Novio que controla el caballo, con la cuerda perdida.

### Animales
Los animales más comunes, y los más propensos a ser grandes y cuidadosamente modelados y decorados, son los caballos y los camellos. Ambos tipos van desde animales sin arnés y guarnición hasta aquellos con atavíos elaborados en todo detalle, y llevando jinetes o, en el caso de los camellos, cargas pesadas de productos. Al menos dos famosos camellos llevan una pequeña orquesta humana. Los perros y los animales de granja, aparte de algunos toros de hasta 30 cm de alto, son más propensos a ser pequeños y sin vidriar.
Junto con figuras de guardias y oficiales, las estatuas de caballos son el principal tipo de la tumba, que también se conocen en otros materiales, como bronce dorado o piedra, y algunas tumbas ricas también contienen estas figuras en metal. Los camellos a veces pueden pertenecer a tumbas de personas ricas en el comercio, pero también parecen haber estado asociados con la riqueza en general. A menudo se muestran con la cabeza levantada y la boca abierta, y en los mejores modelos, las áreas peludas del cuello y la parte superior de las piernas están cuidadosamente texturizadas en la arcilla. Los caballos son los «caballos celestiales» de Ferganá en el oeste, que bajo la dinastía Tang fueron más comunes en China y dejaron de ser una rareza muy apreciada. Estos también fueron hechos en cerámica bajo la dinastía Han; los ejemplos Tang son más realistas, aunque quizás menos expresivos.

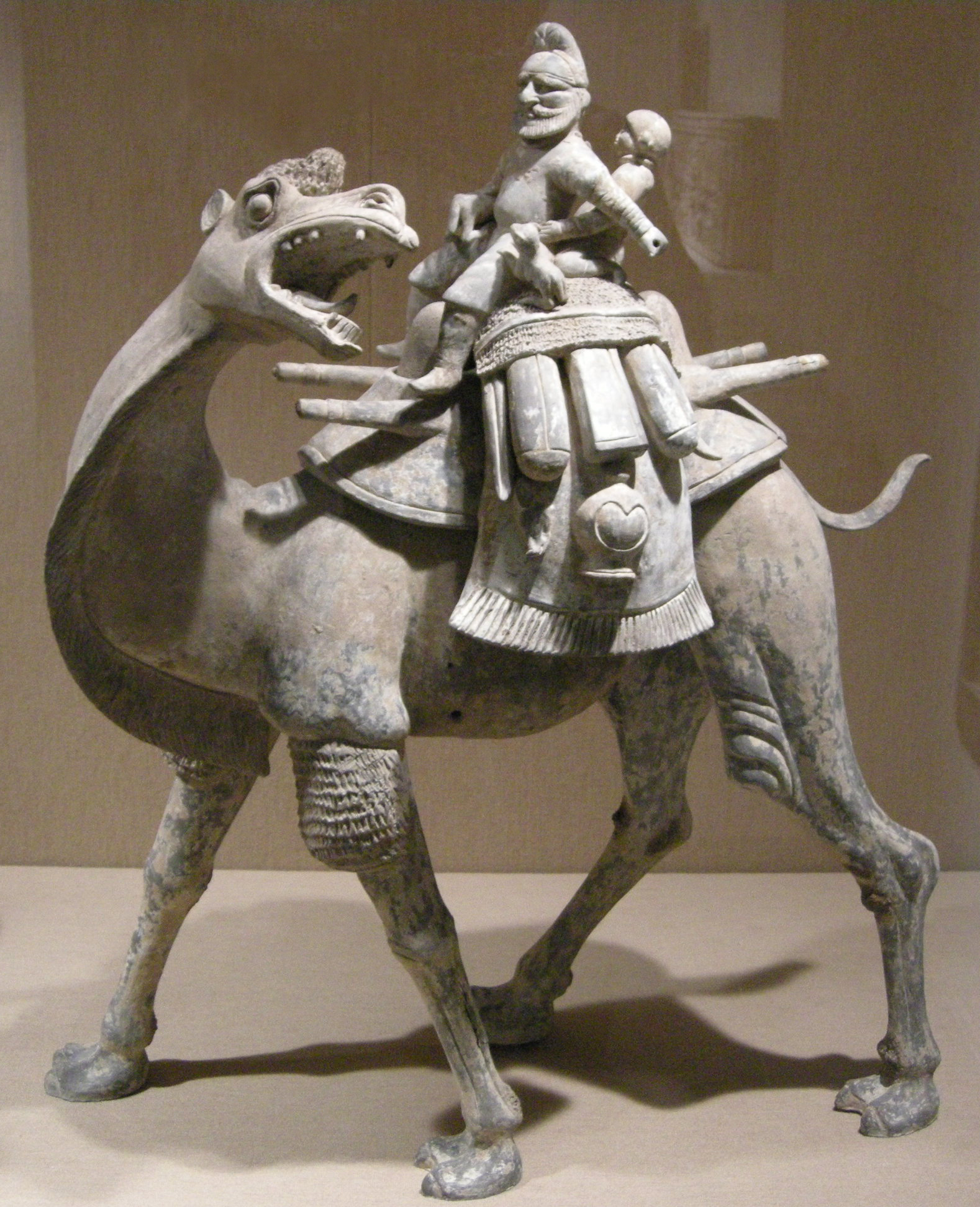
Camello sin esmaltar y jinete sogdiano
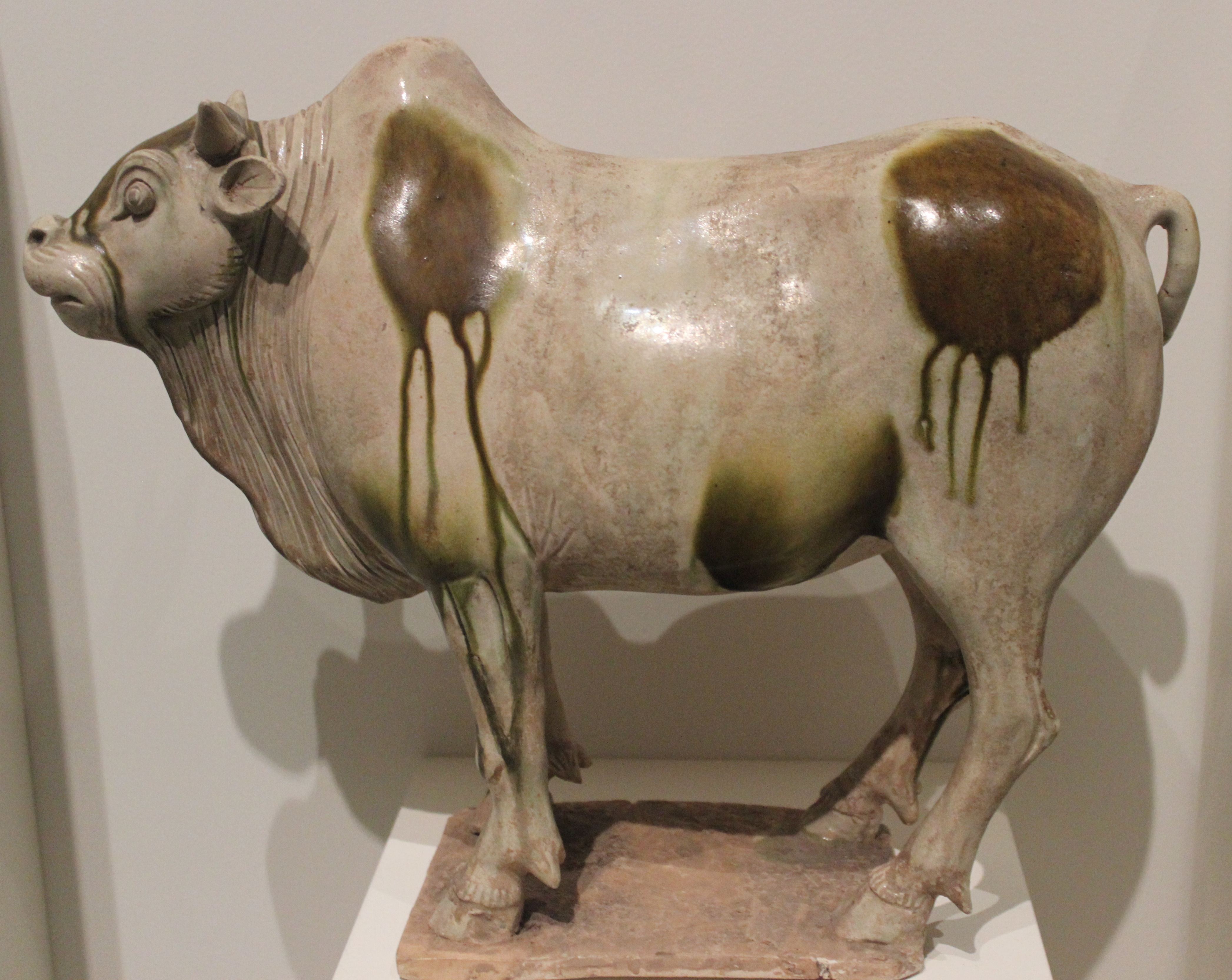
Toro vidriado
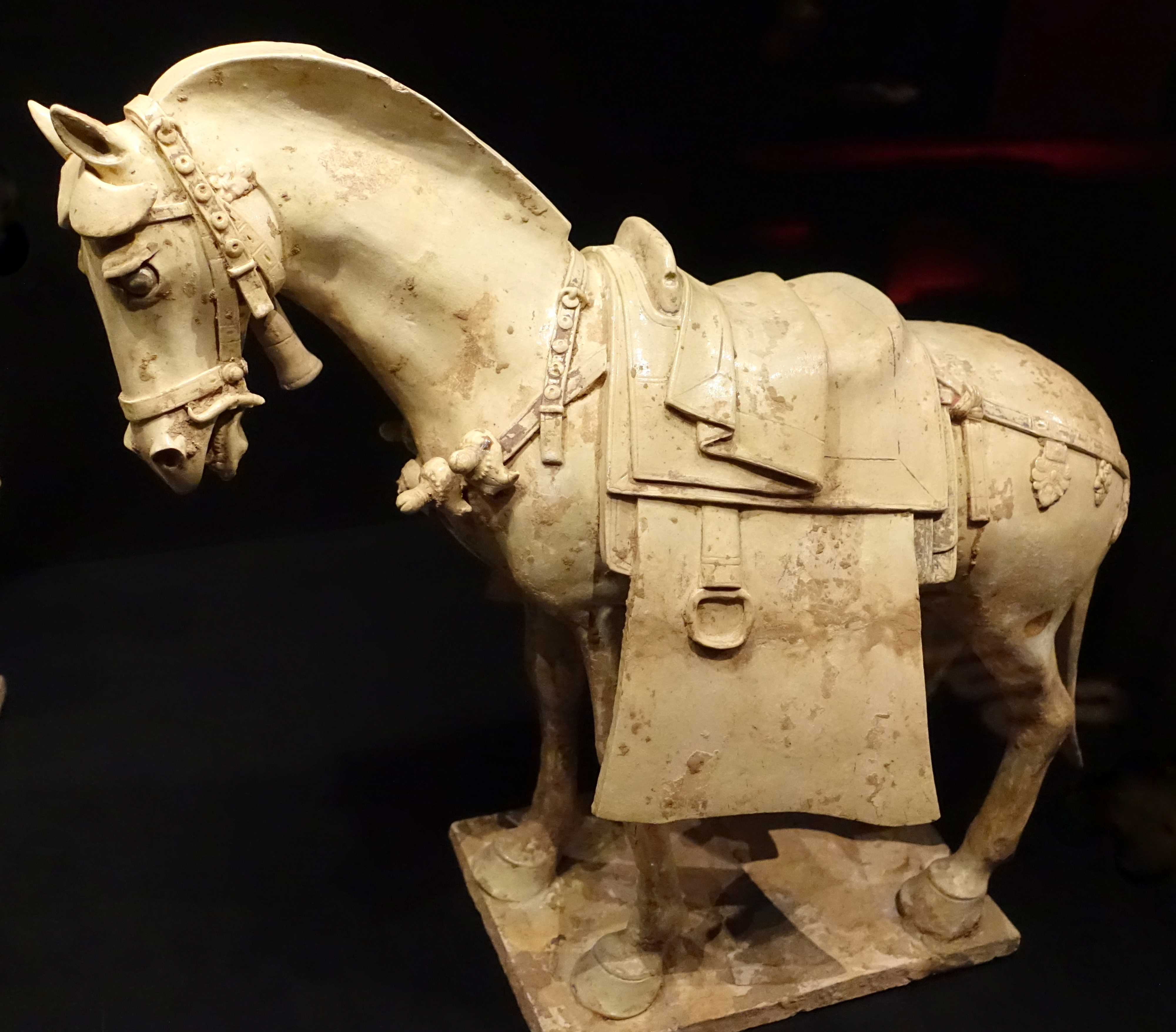
Caballo con adornos elaborados, primeros 600 años

### Guardianes de la tumba

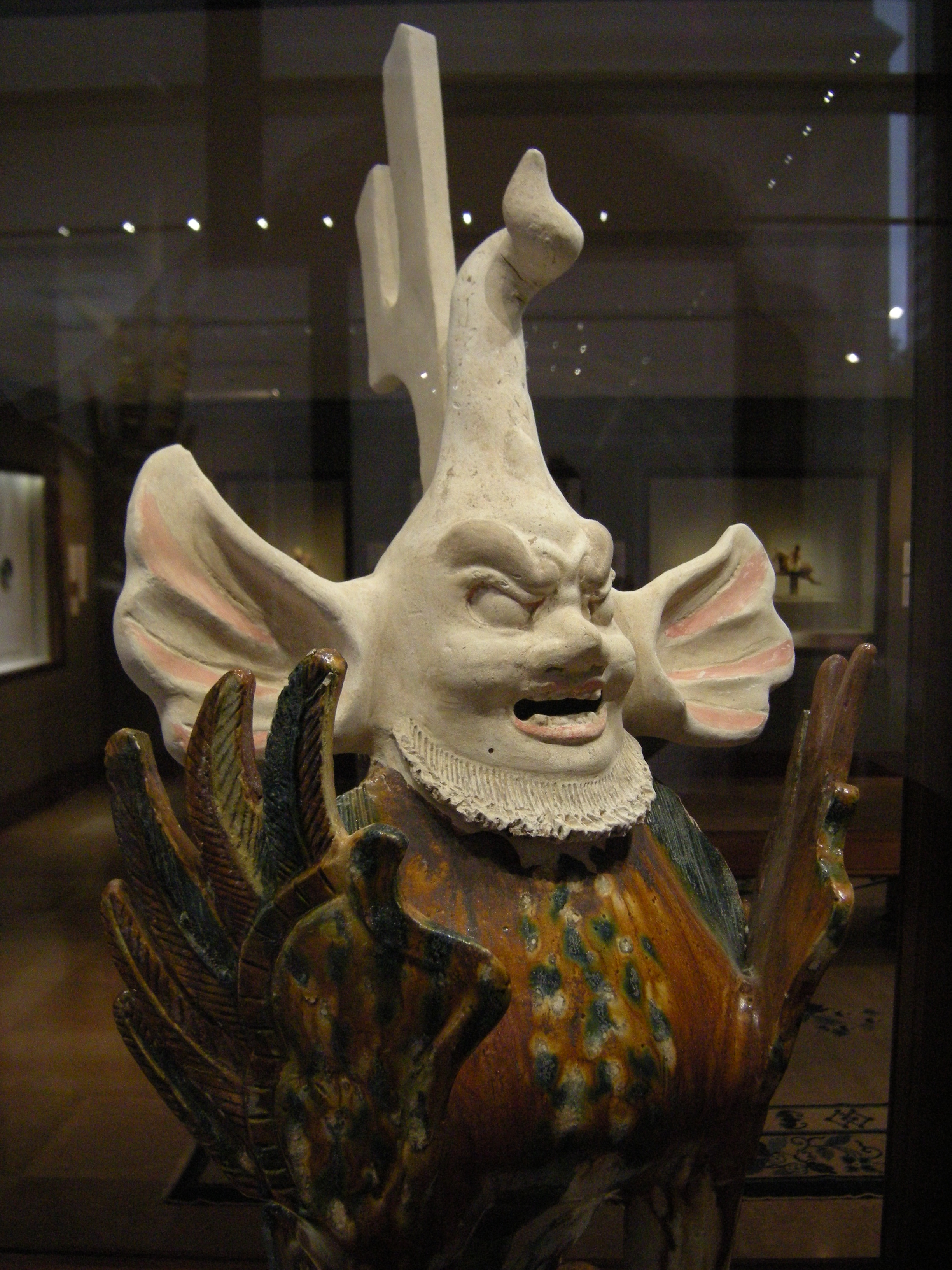
Cara sin esmaltar de un espíritu de la tierra del tipo semihumano.

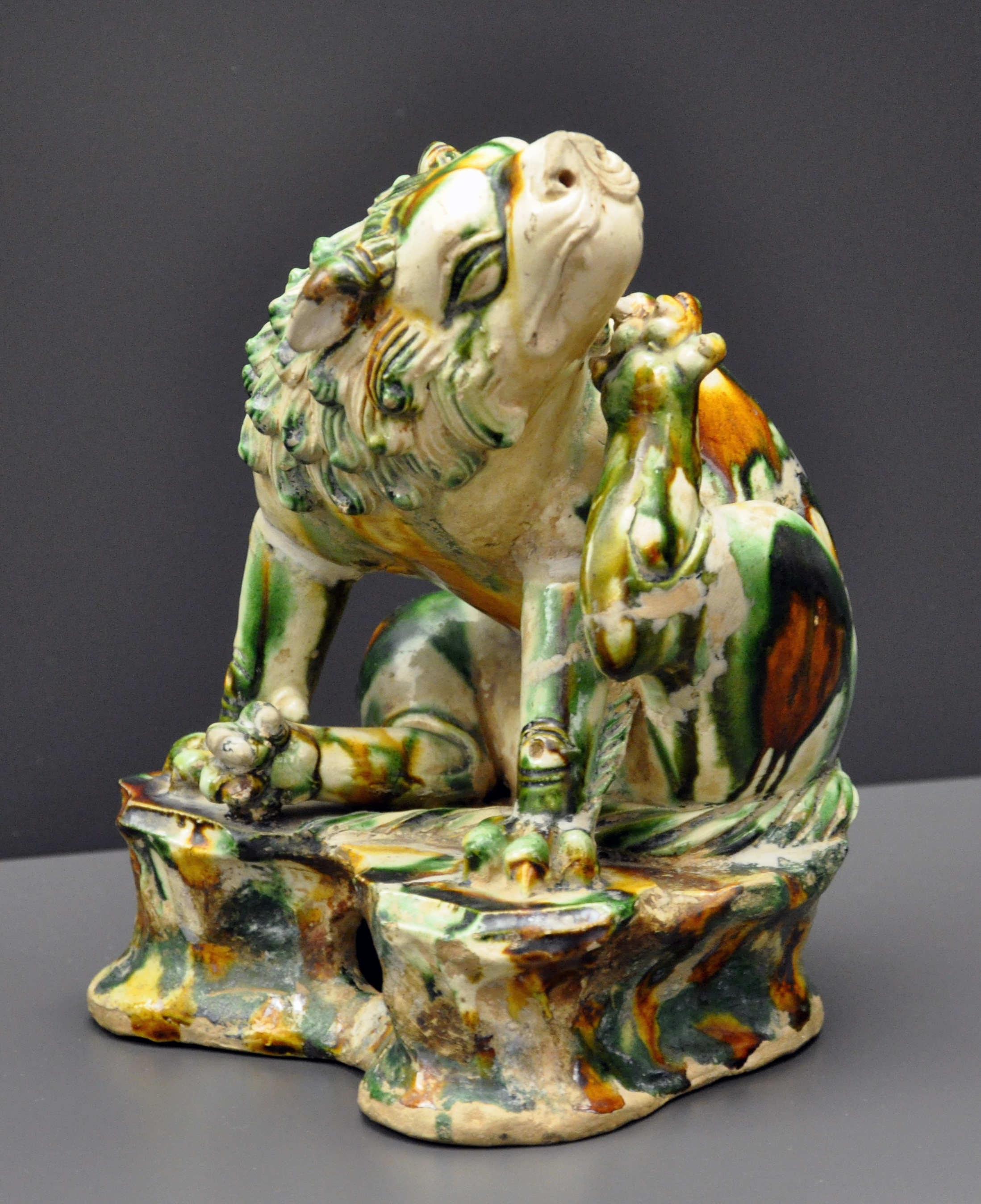
Figura de león

La colocación de cuatro guardianes de tumbas era lo estándar en las tumbas ricas, generalmente una en cada esquina: un par de cada uno de los «espíritus de la tierra» o zhenmushou , y los guardianes guerreros lokapala o zhenmuyong. Las figuras suelen ser las más grandes y elaboradas en una tumba, y con frecuencia han sido las más difíciles de modelar y cocer. Es más probable que estén vidriadas en sancai, aunque muchos ejemplos a pesar de su gran elaboración no lo son.
Se creía que protegían a los vivos al impedir que los espíritus de los muertos vagaran indebidamente por el mundo fuera de la tumba, y protegían la tumba de las intrusiones de ladrones o espíritus; los espíritus de la tierra aparentemente estaban asociados con el primer rol, y el lokapala con el segundo.
El lokapala también se encontró en el suelo en templos budistas, en piedra o madera. Parecen representar una fusión de los guardianes taoístas tradicionales, que se remontan a la dinastía Han, y el dvarapala budista o «Reyes celestiales», de los cuales había en teoría cuatro, aunque a menudo únicamente dos fueron representados en otras culturas budistas. También se mostraron como «un semihumano de cresta fabulosa con ojos saltones, boca furiosamente abierta y brazos y piernas poderosos». Mientras que las versiones indias enfatizaban los atributos reales, en China fueron «transformados en dinámicos generales idealizados», con una armadura elaborada, a menudo con relieves añadidos.

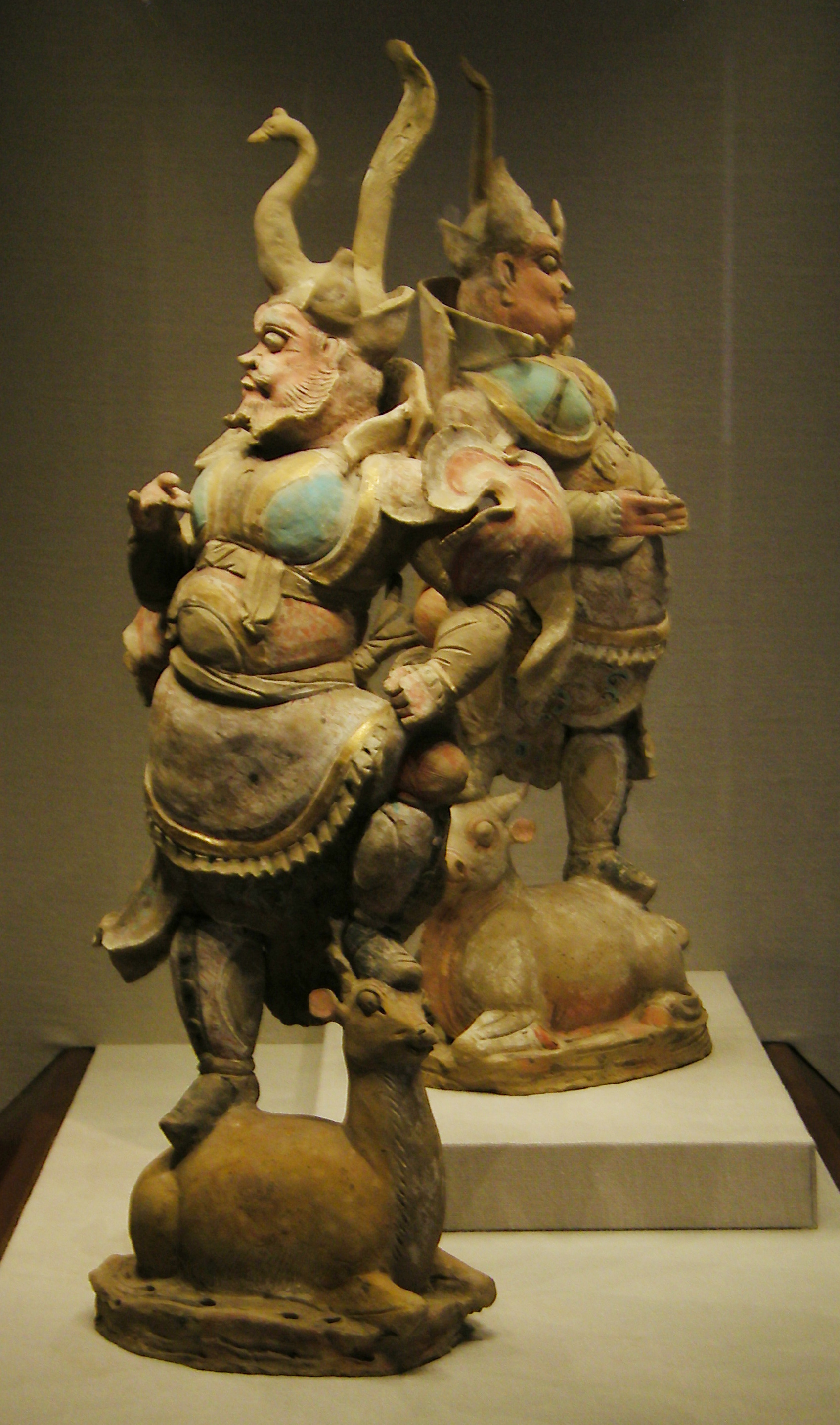
Estatuas de dos lokapalas de la dinastía Tang Lokapala

En la primera parte del Tang su postura era menos dramática, de pie con las piernas rectas y sosteniendo un arma —generalmente perdida— en reposo. En el siglo VIII se desarrollaron posturas elaboradas de contrapposto, típicamente con un pie más alto que el otro, ya que descansa sobre un animal o demonio enano conquistado, y un brazo en alto, blandiendo un arma, mientras que el otro está doblado y descansa sobre la cadera, en una pose que combina fiereza y despreocupación.
Los espíritus de la tierra son aún más fantásticos, con cuerpos de animales, que a menudo incluyen alas que brotan desde la parte superior de las patas delanteras. Las cabezas son diferentes, con una semi-humana y otra tal vez basada en un león gruñendo. Ambos tienen «cuernos y crestas como flamas o grandes cráneos», generalmente incluso más grandes en el tipo de león, mientras que el modelo semihumano puede tener orejas enormes y anchas. A menudo las caras del tipo de león son vidriadas, y el del semihumano no. Aunque se menciona en la literatura de Han en adelante, únicamente aparecen en el arte desde el siglo VI en adelante,  aparentemente desarrollándose a partir de las máscaras usadas en la «ceremonia de limpieza del demonio en el Año Nuevo».
Había también figuras más convencionales de leones gruñendo, relativamente pequeñas y generalmente en sancai. Al igual que los conjuntos de figuras del zodíaco, estos continuaron después de la época Tang, que los elaborados «espíritus de la tierra» y lokapala no lo hicieron.

## Recolectando historia

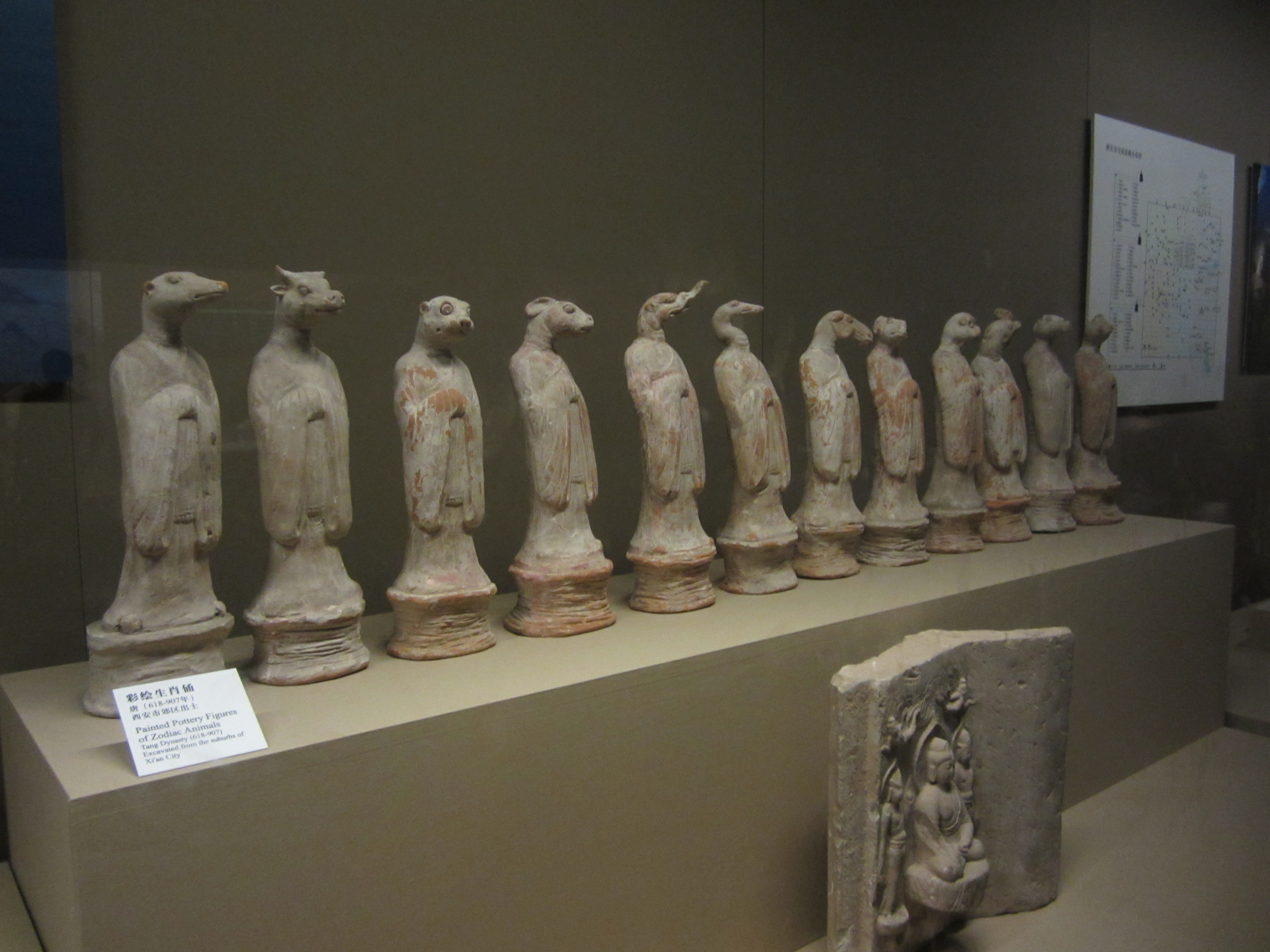
Un grupo de figuras del Zodiaco chino

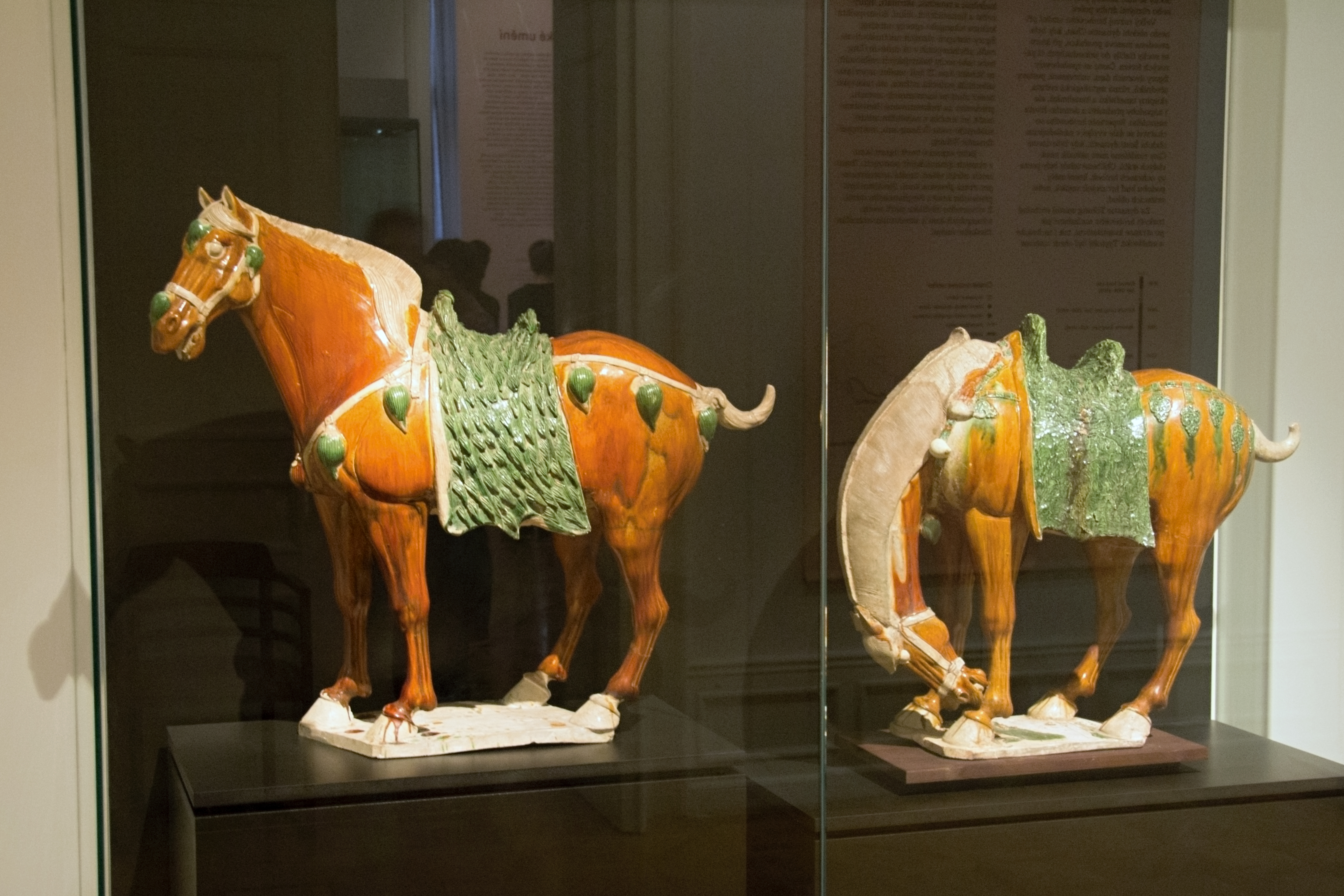
Caballos de Fergana de la dinastía Tang.

Las figuras Tang no eran de mucho interés para los conocedores chinos tradicionales de la cerámica, y todavía son relativamente poco buscadas por los coleccionistas chinos porque están hechas específicamente para su uso en entierros, y por lo tanto se consideran de mala suerte; sin embargo, hay exhibiciones populares en los museos chinos. Se volvieron extremadamente populares entre los coleccionistas occidentales de la década de 1910, especialmente las figuras de caballos, en parte porque armonizaban bien con el arte y la decoración occidental moderna. En 1963, Gerald Reitlinger pudo escribir que «ningún apartamento de Mayfair está completo sin un camello T'ang»". Los precios, que alcanzaron un nivel máximo de alrededor de £ 600 por figura a principios de la década de 1920, cayeron en la década de 1930 y 40, pero aumentaron marcadamente en la década de 1960, con un precio récord en 1969 de £ 16,000 para un caballo.
Desde fines de la década de 1990, se descubrió que había una gran cantidad de falsificaciones en el mercado, y también hubo un aumento en los nuevos descubrimientos a medida que la construcción en China crecía, y el mercado se vio afectado por una mayor oferta coincidiendo con una caída de la moda. Por todas estas razones, las figuras no han compartido el enorme aumento en los precios del arte chino desde la década de 1990, que ha sido impulsado por los coleccionistas chinos. El precio récord para un caballo sigue siendo £ 3,740,000, de una venta para el Fondo de Pensión Ferroviario Británico en Sotheby's en 1989. En el 2002, el comerciante que vendió esta pieza al fondo de pensión en la década de 1970 dijo que pensaba que en 2002 sería «afortunado» en alcanzar un precio de £ 1 millón.